# Lista gatunków z rodzaju klekotnica
Lista gatunków z rodzaju klekotnica Crotalaria  – lista gatunków rodzaju roślin należącego do rodziny bobowatych (Fabaceae). Według bazy danych Plants of the World online rodzaj obejmuje 715 gatunków o nazwach zweryfikowanych i zaakceptowanych.
Wykaz gatunków
- Crotalaria abbreviata Baker f.

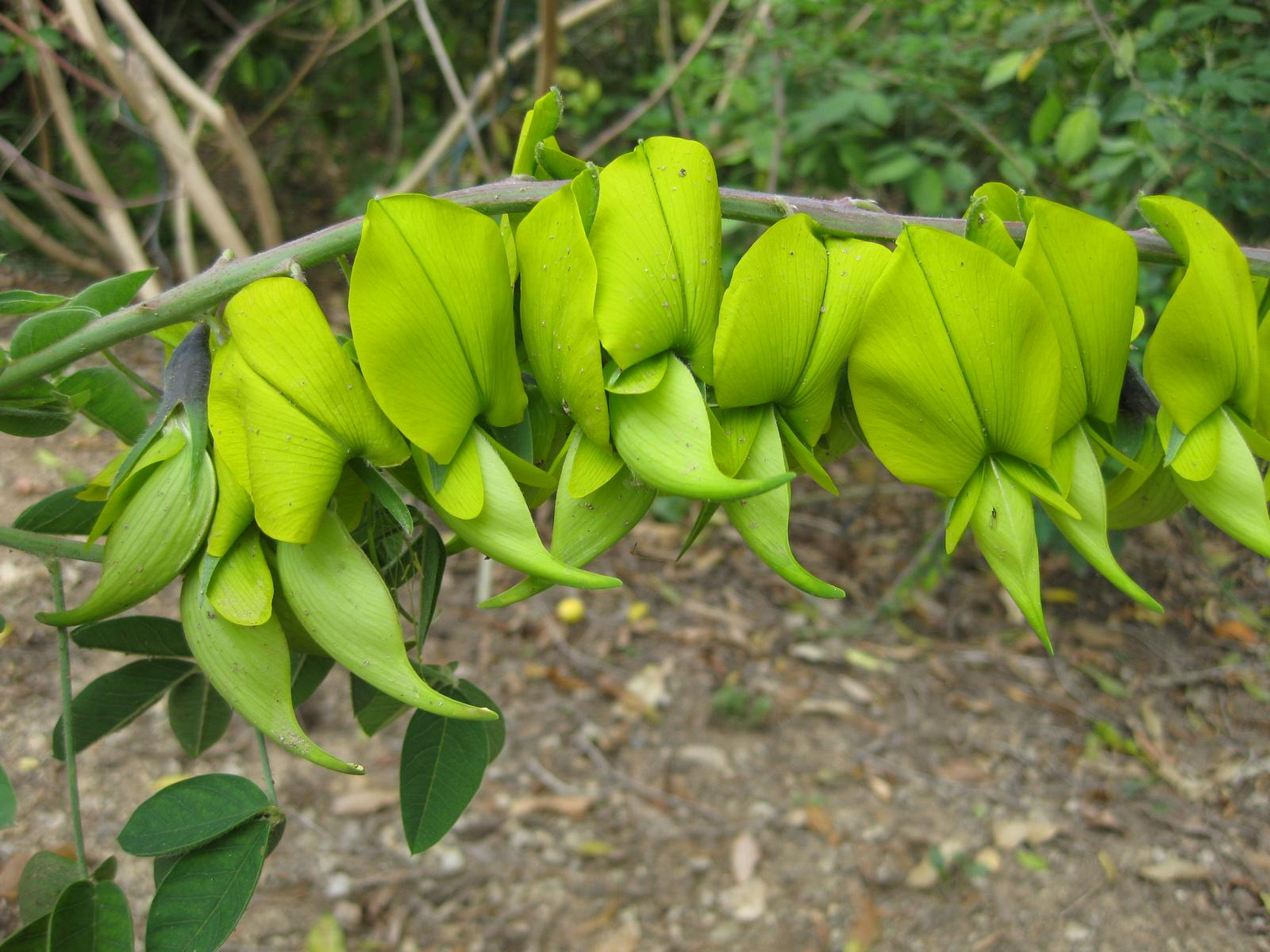
Crotalaria agatiflora

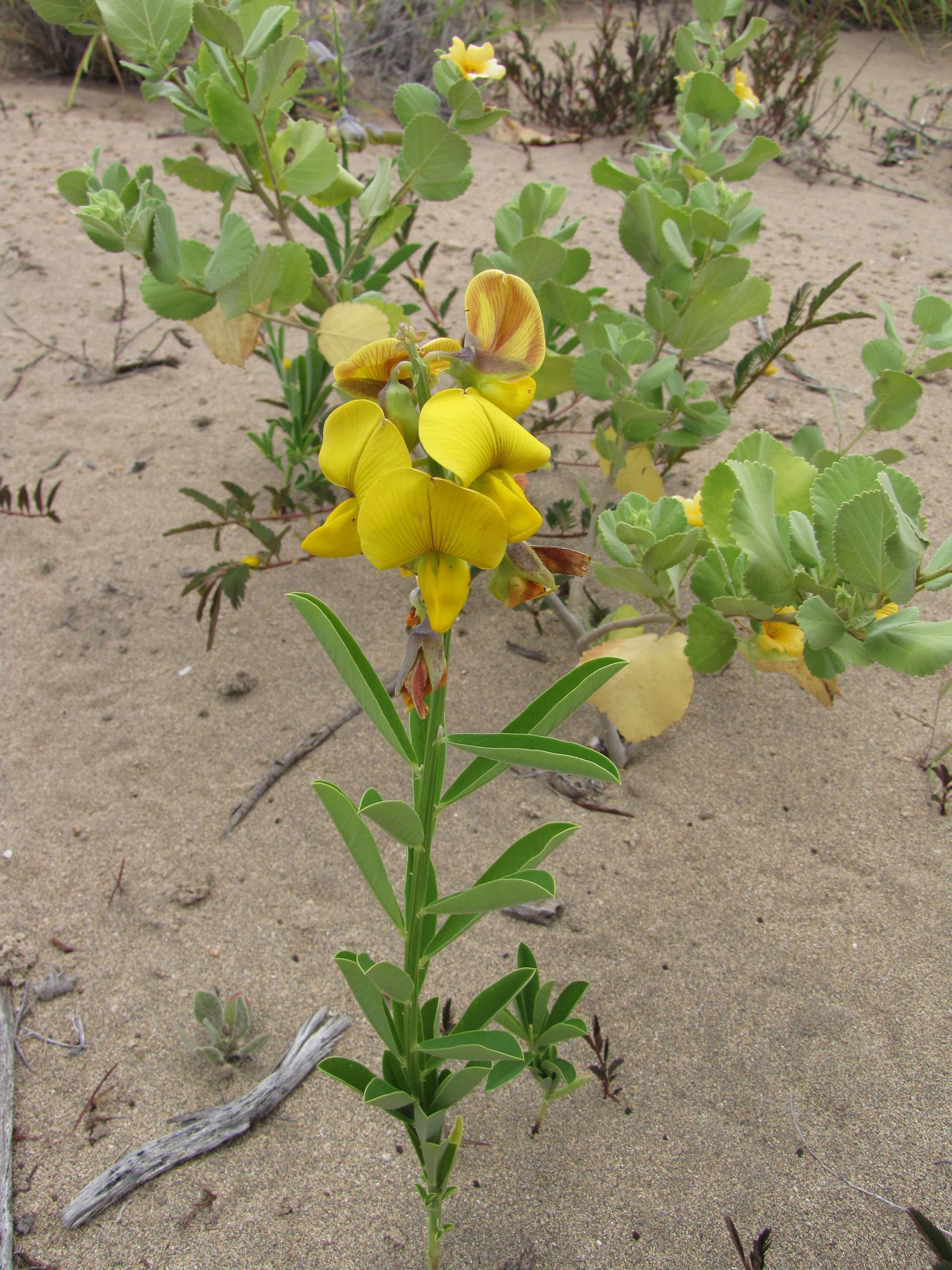
Crotalaria assamica

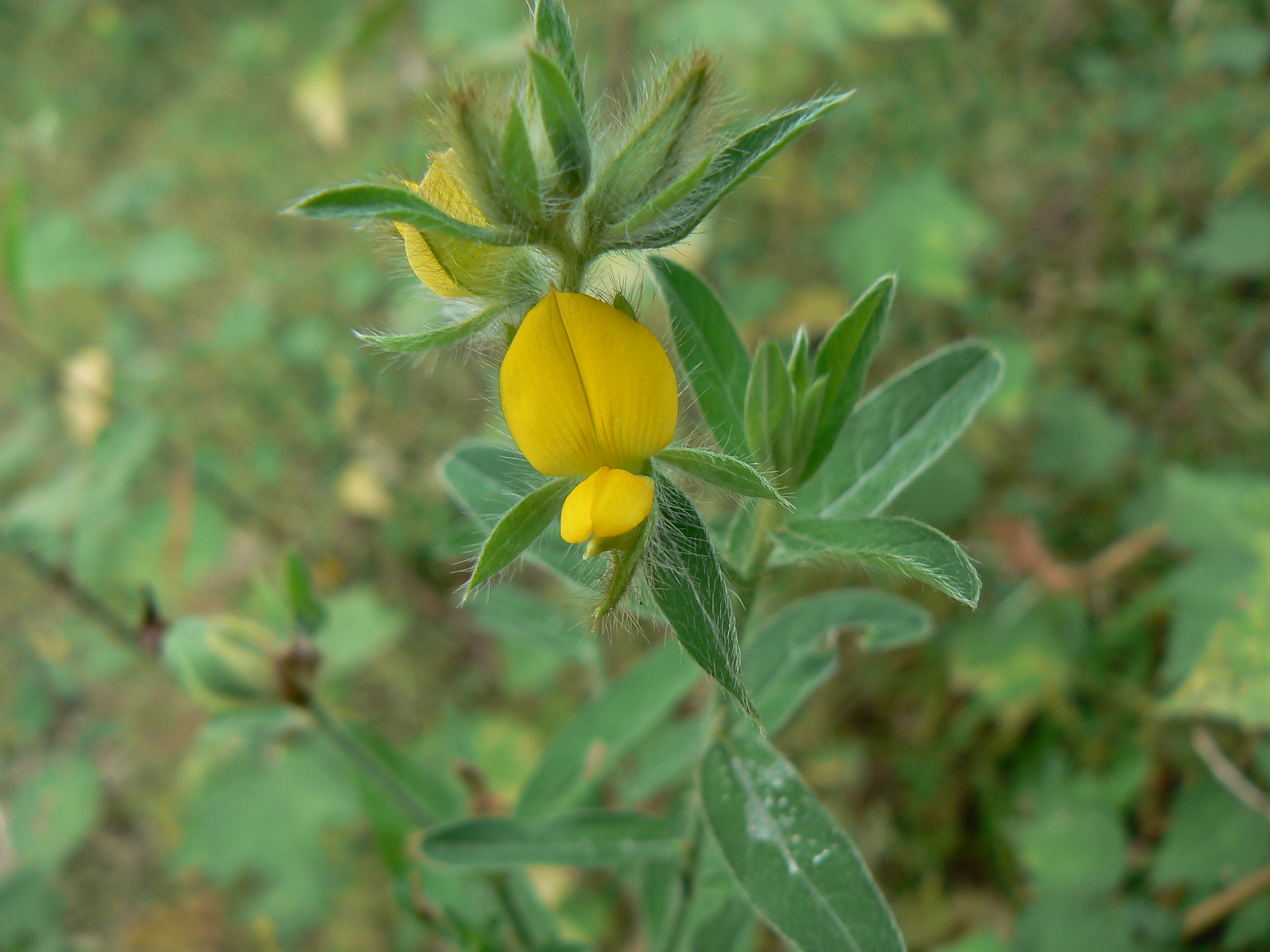
Crotalaria calycina

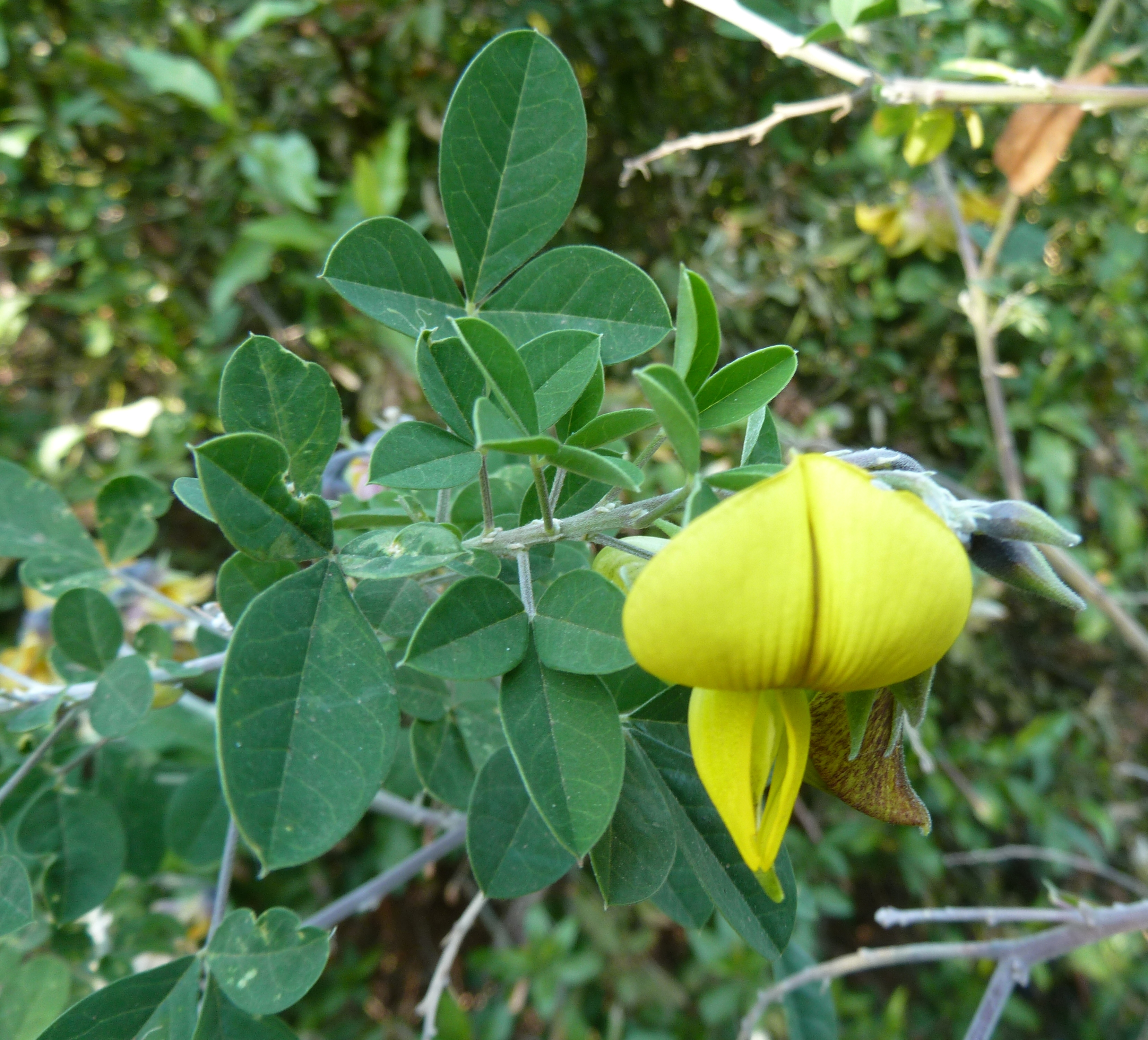
Crotalaria capensis

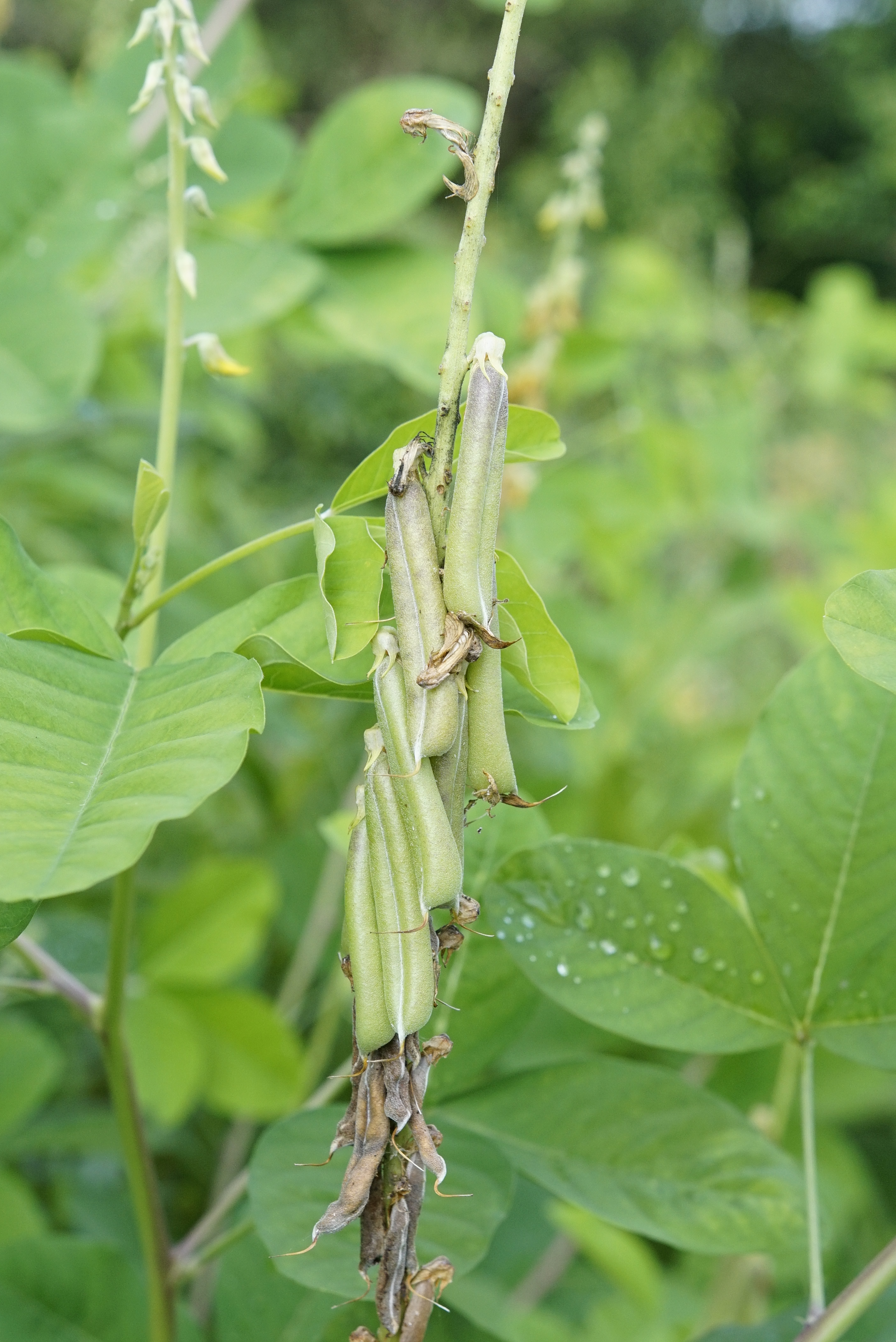
Crotalaria striata

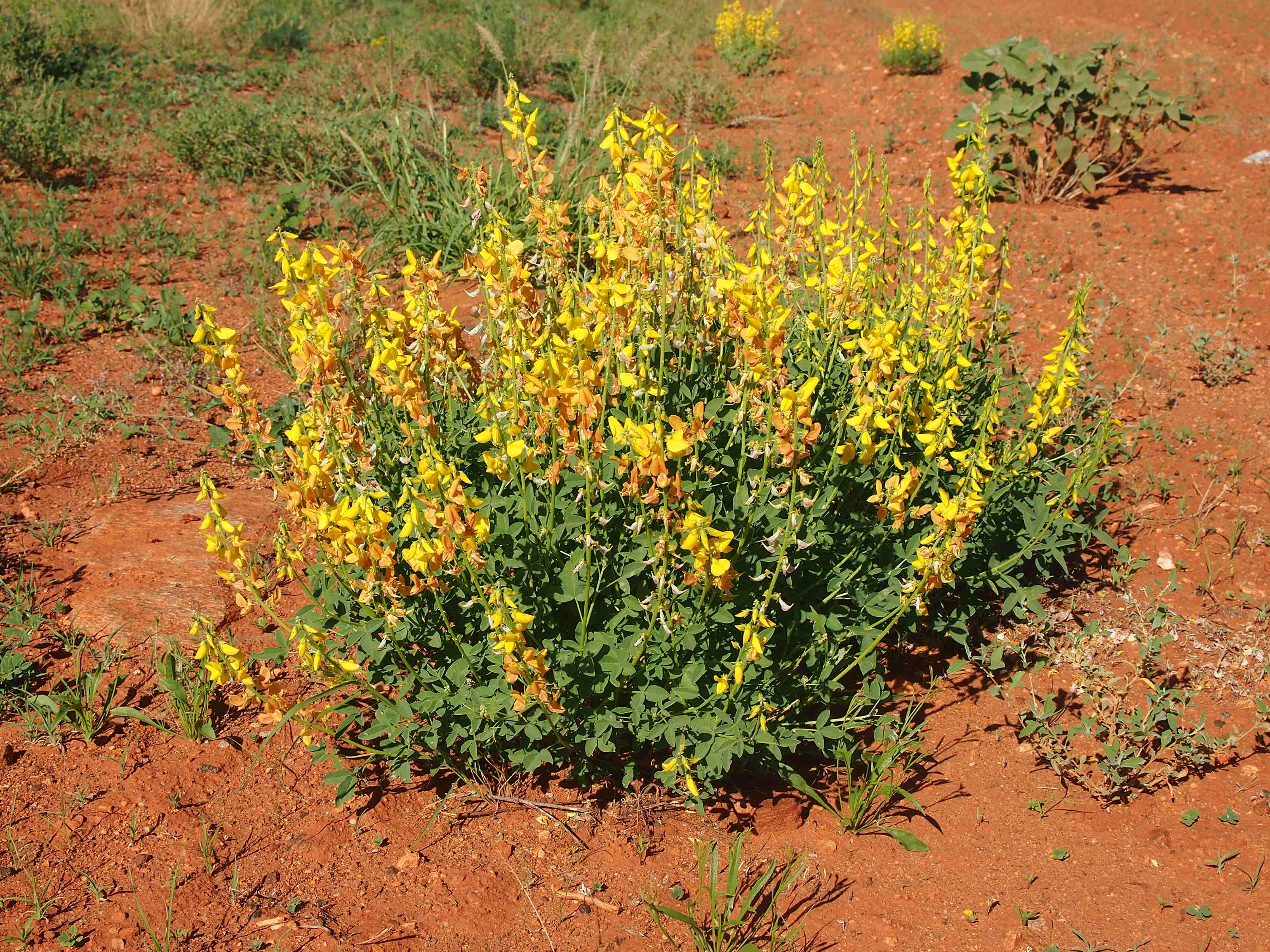
Crotalaria dissitiflora

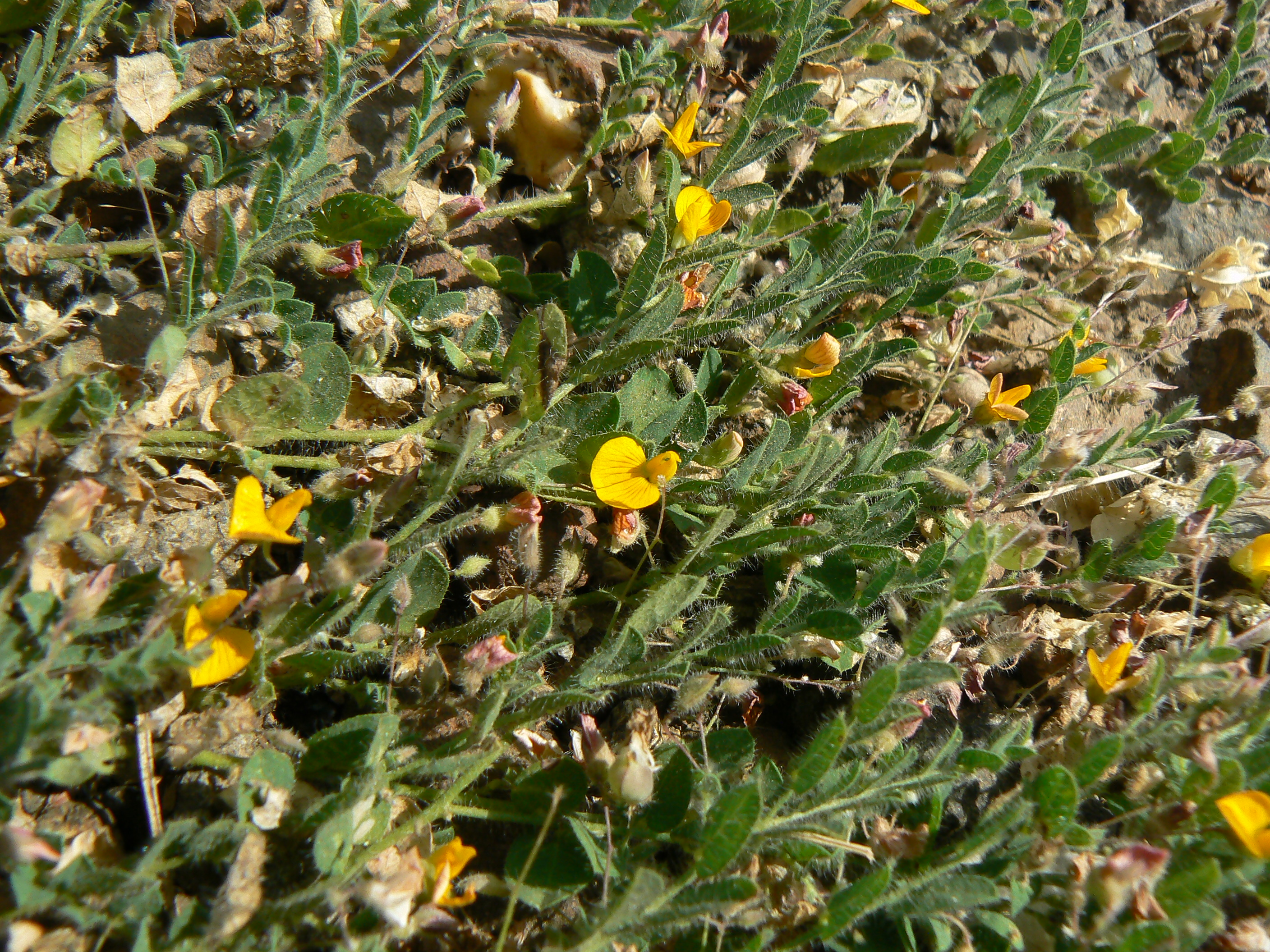
Crotalaria filipes

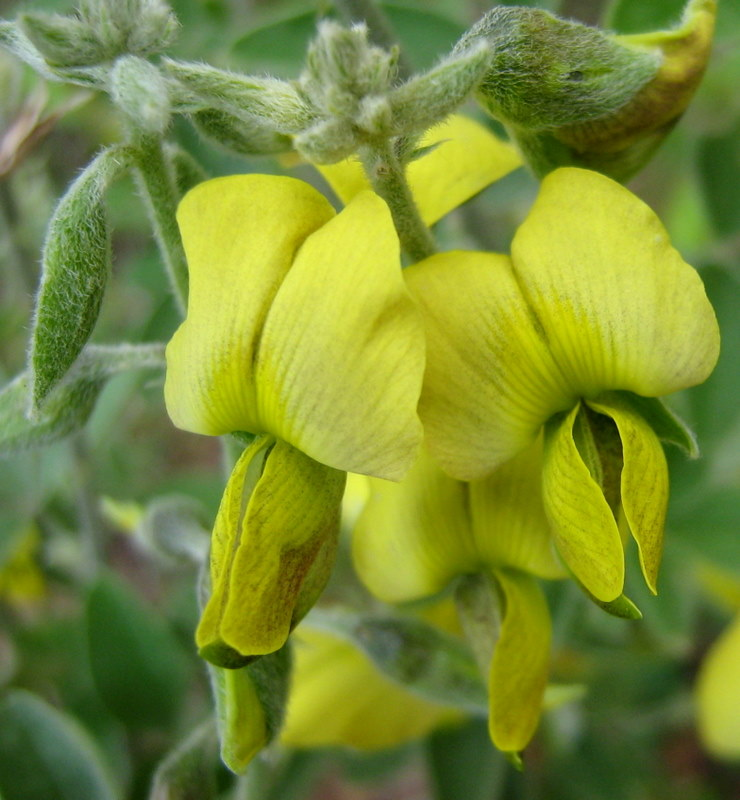
Crotalaria holosericea

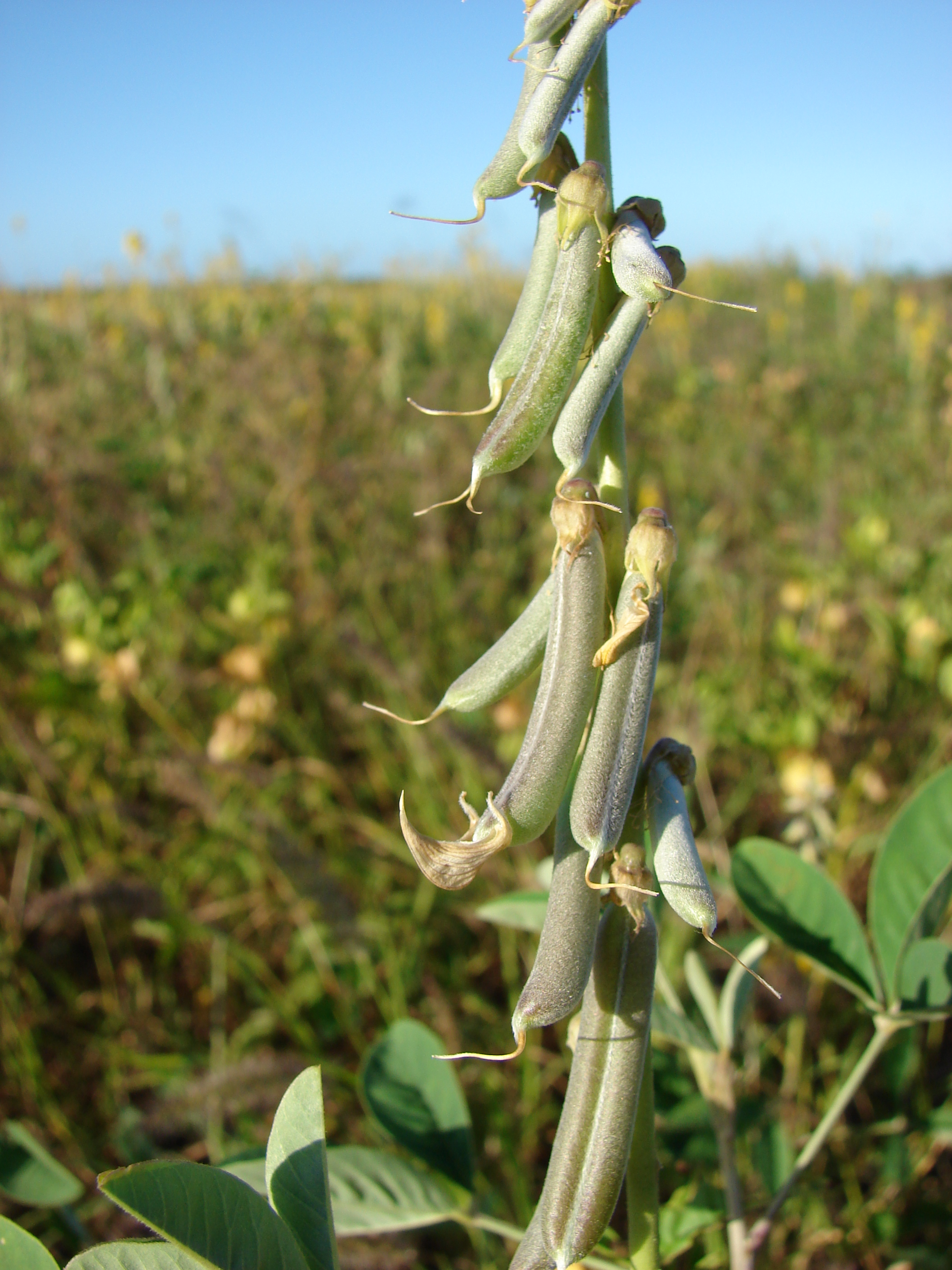
Crotalaria incana

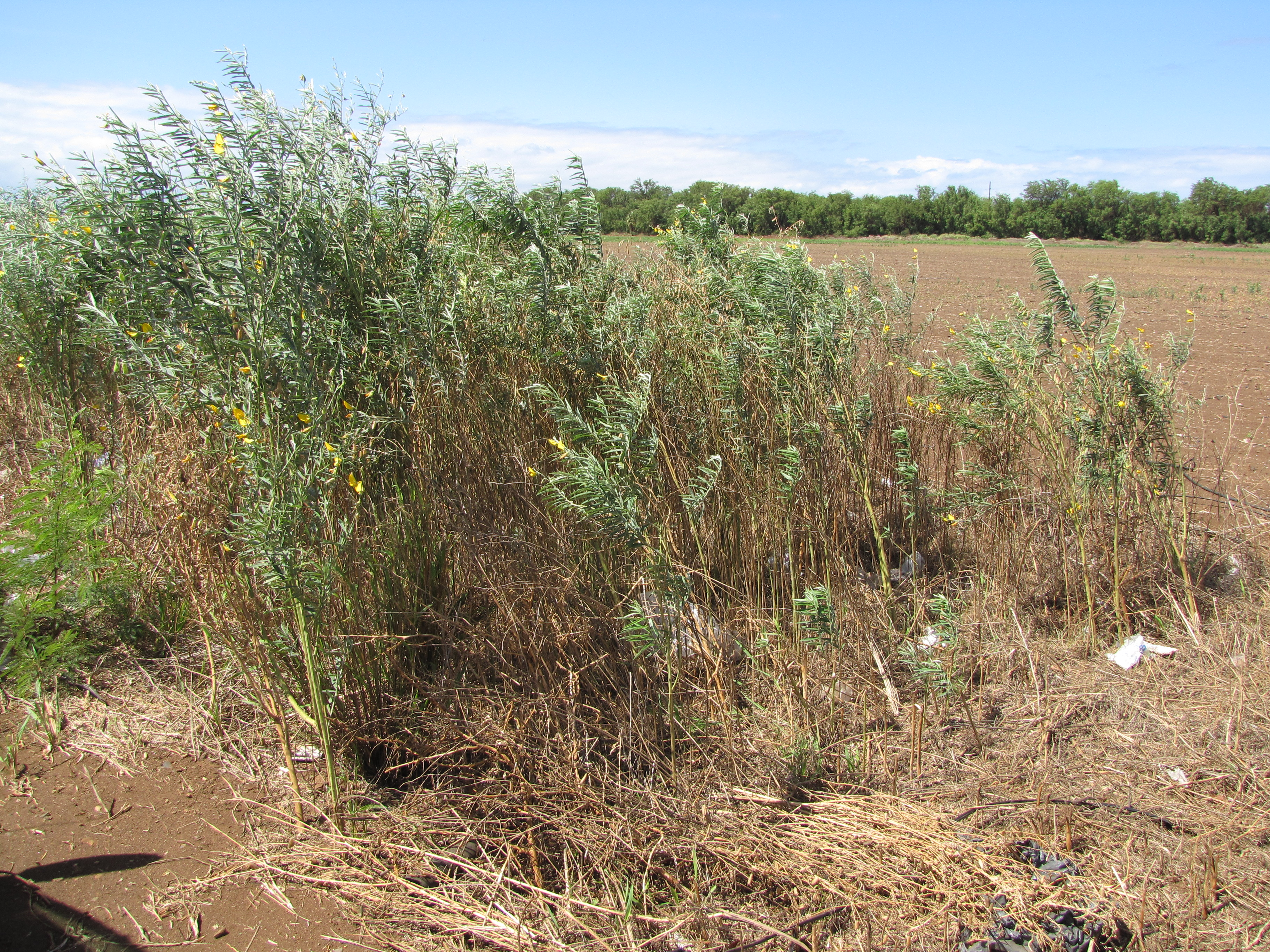
Crotalaria juncea

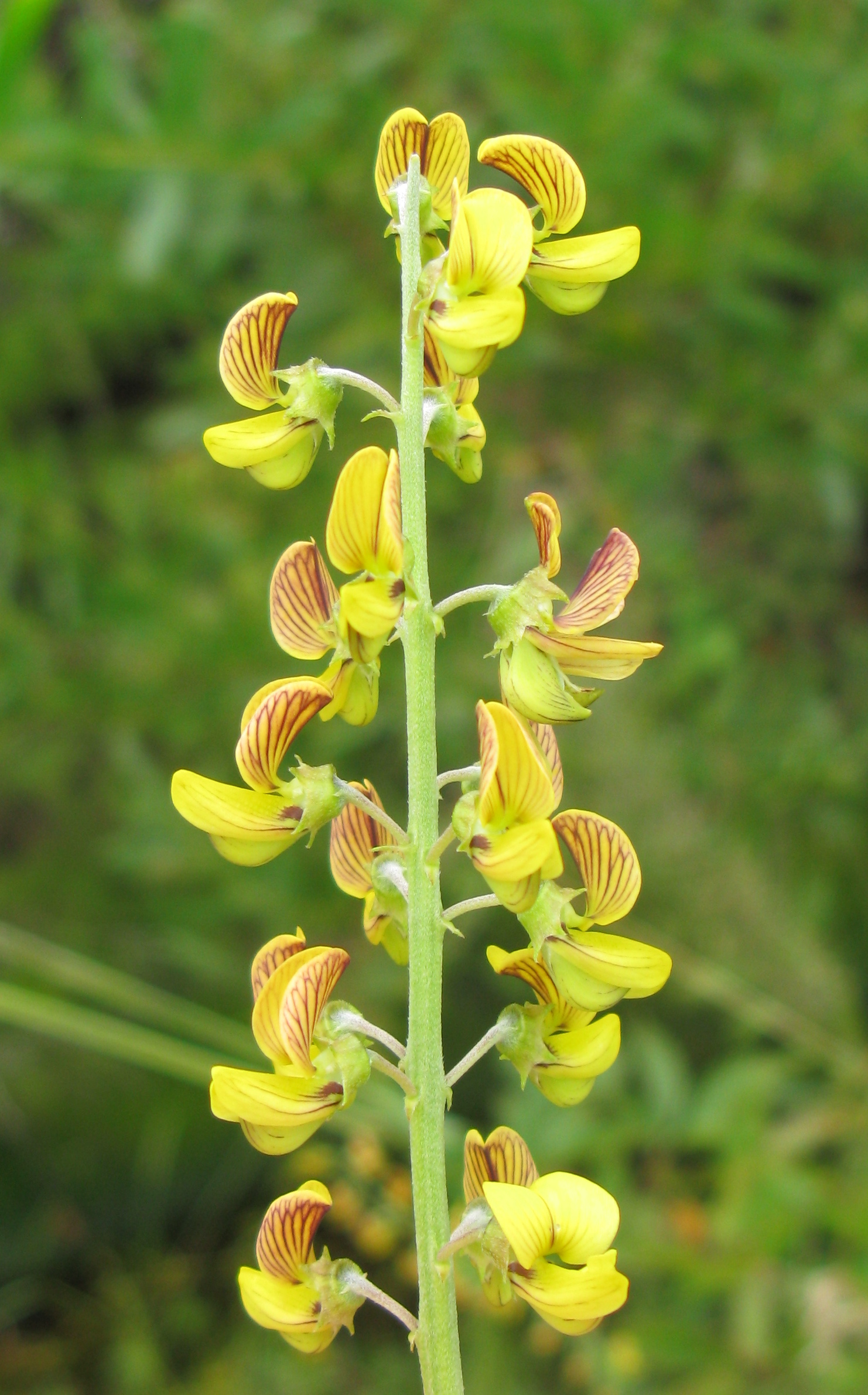
Crotalaria lanceolata

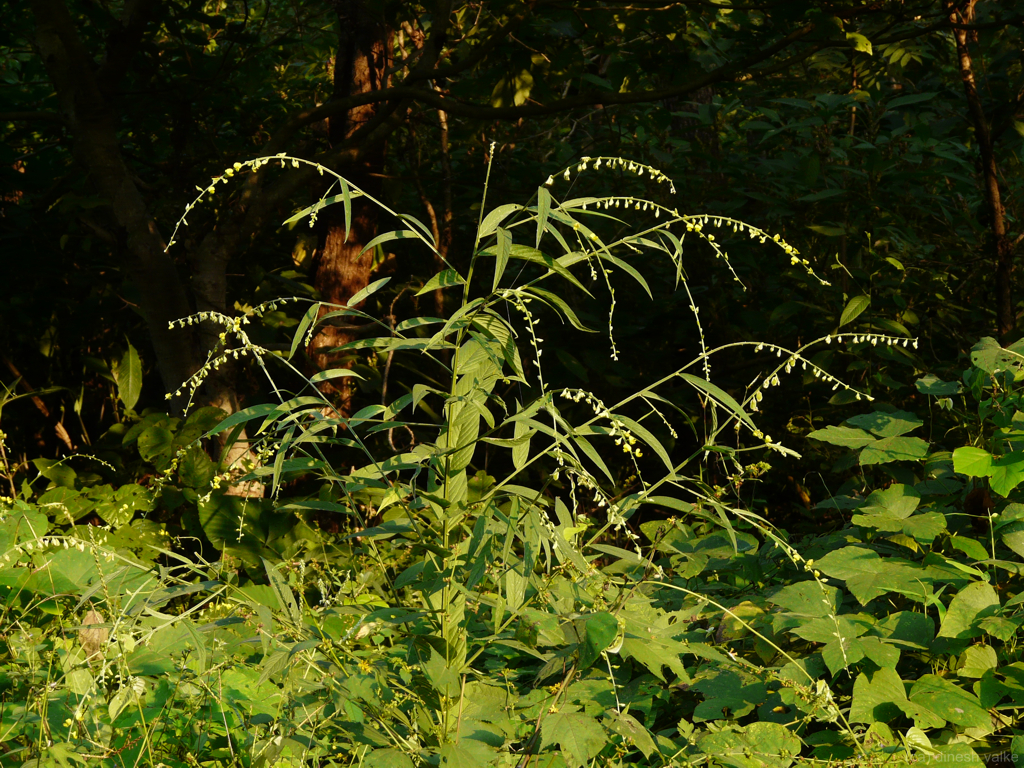
Crotalaria leptostachya

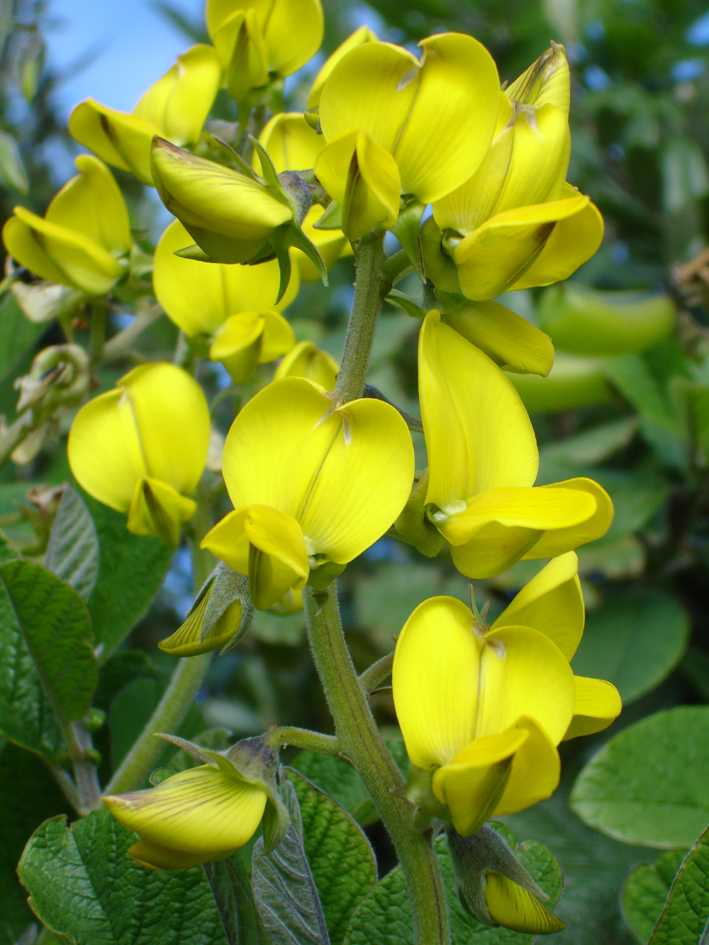
Crotalaria lunata

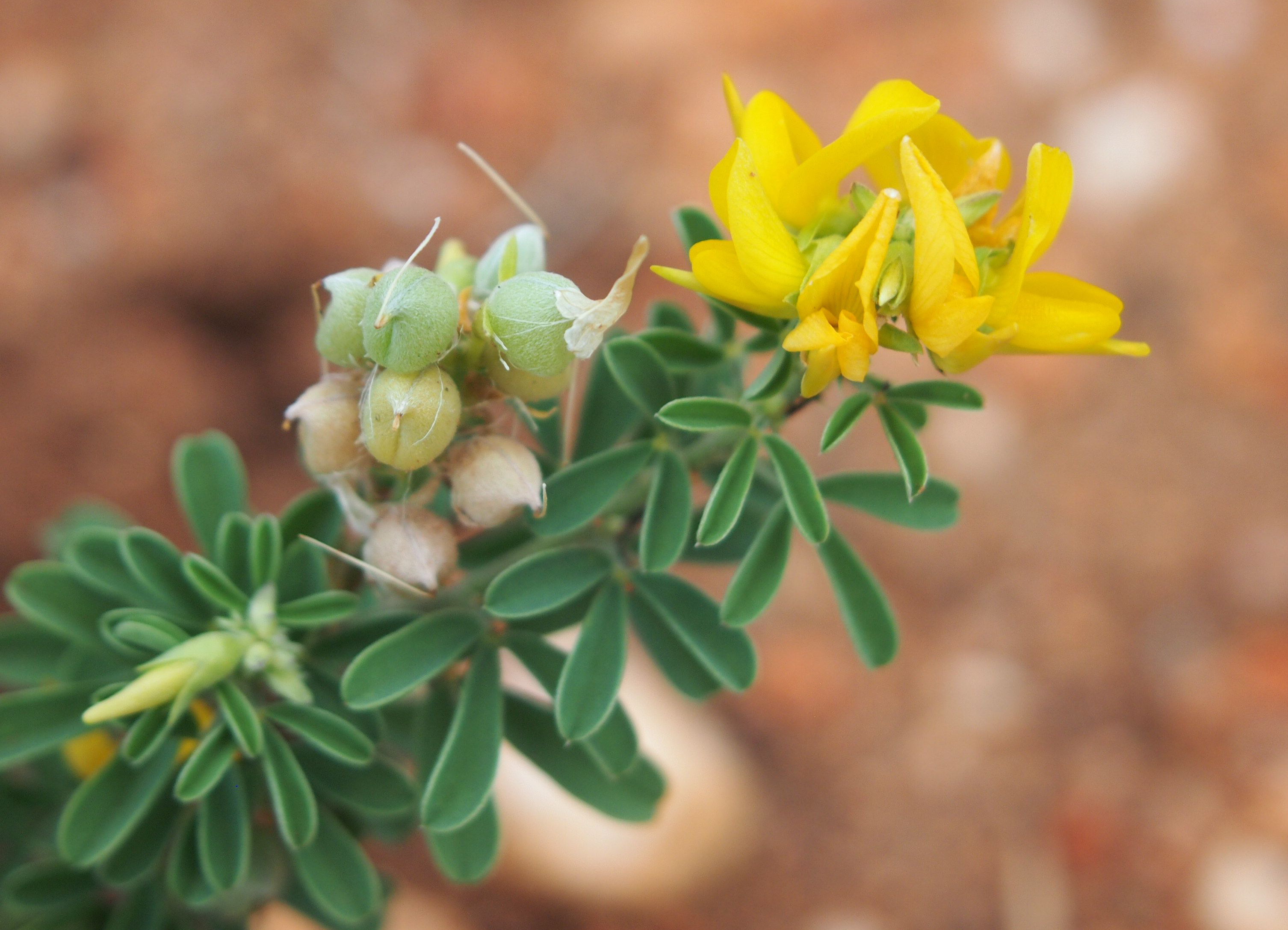
Crotalaria medicaginea

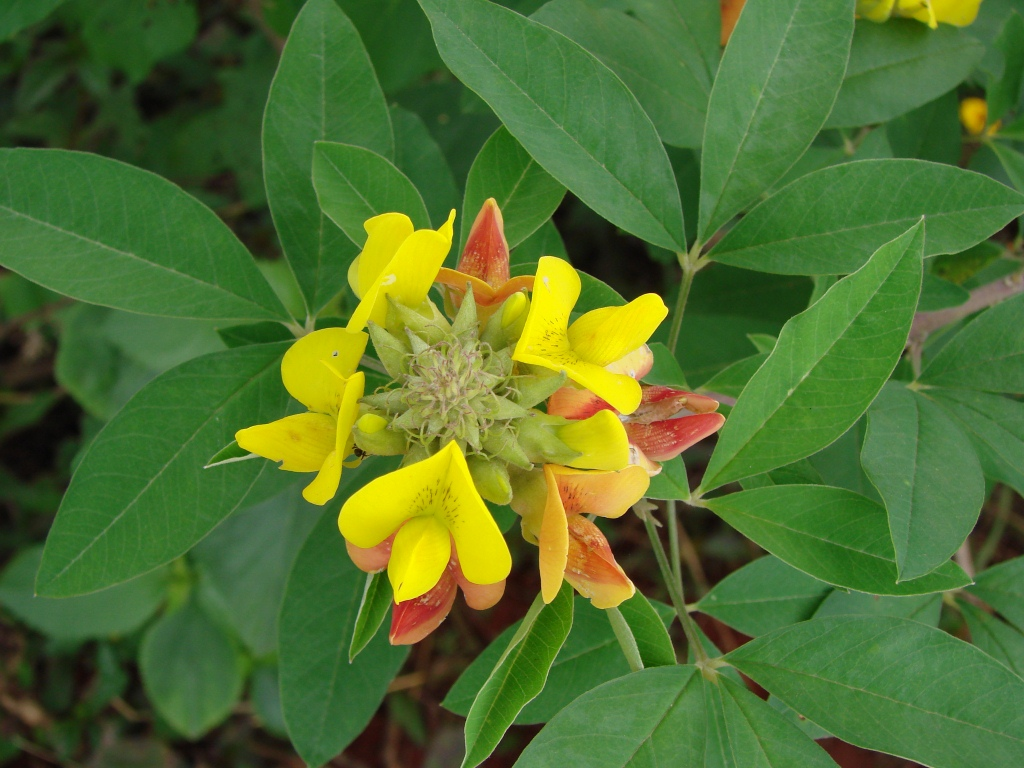
Crotalaria micans

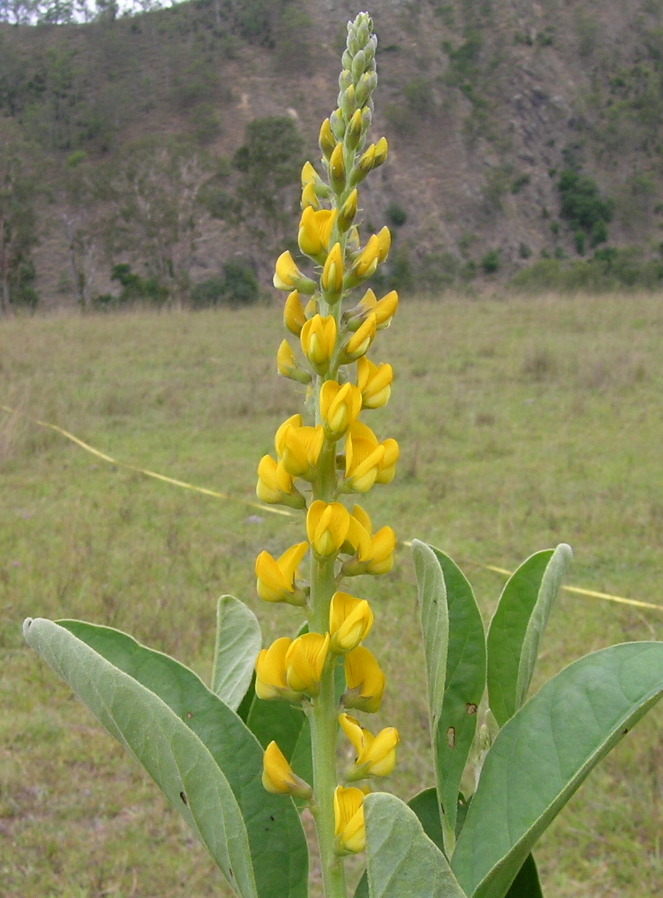
Crotalaria mitchellii

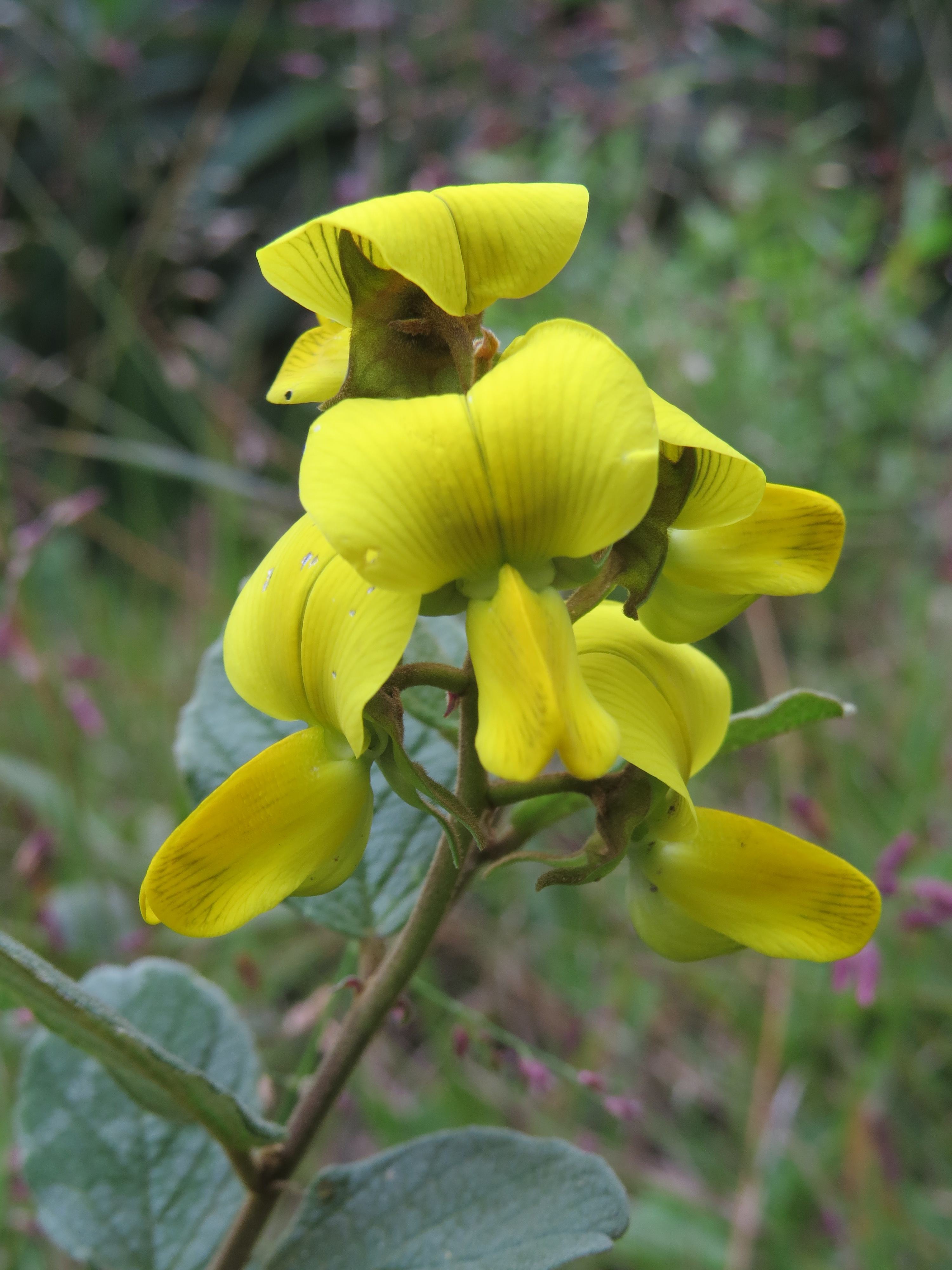
Crotalaria obtecta

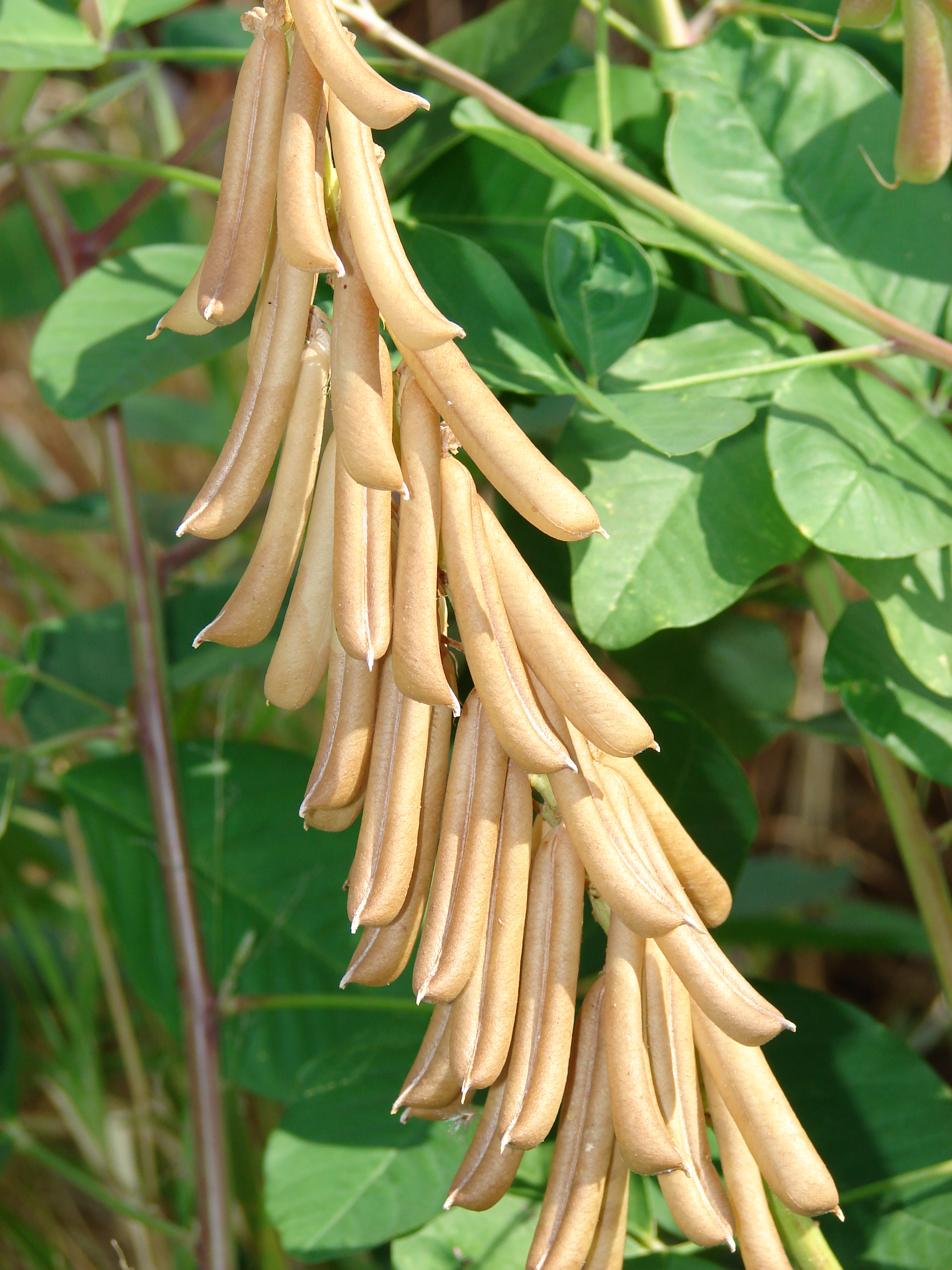
Crotalaria pallida

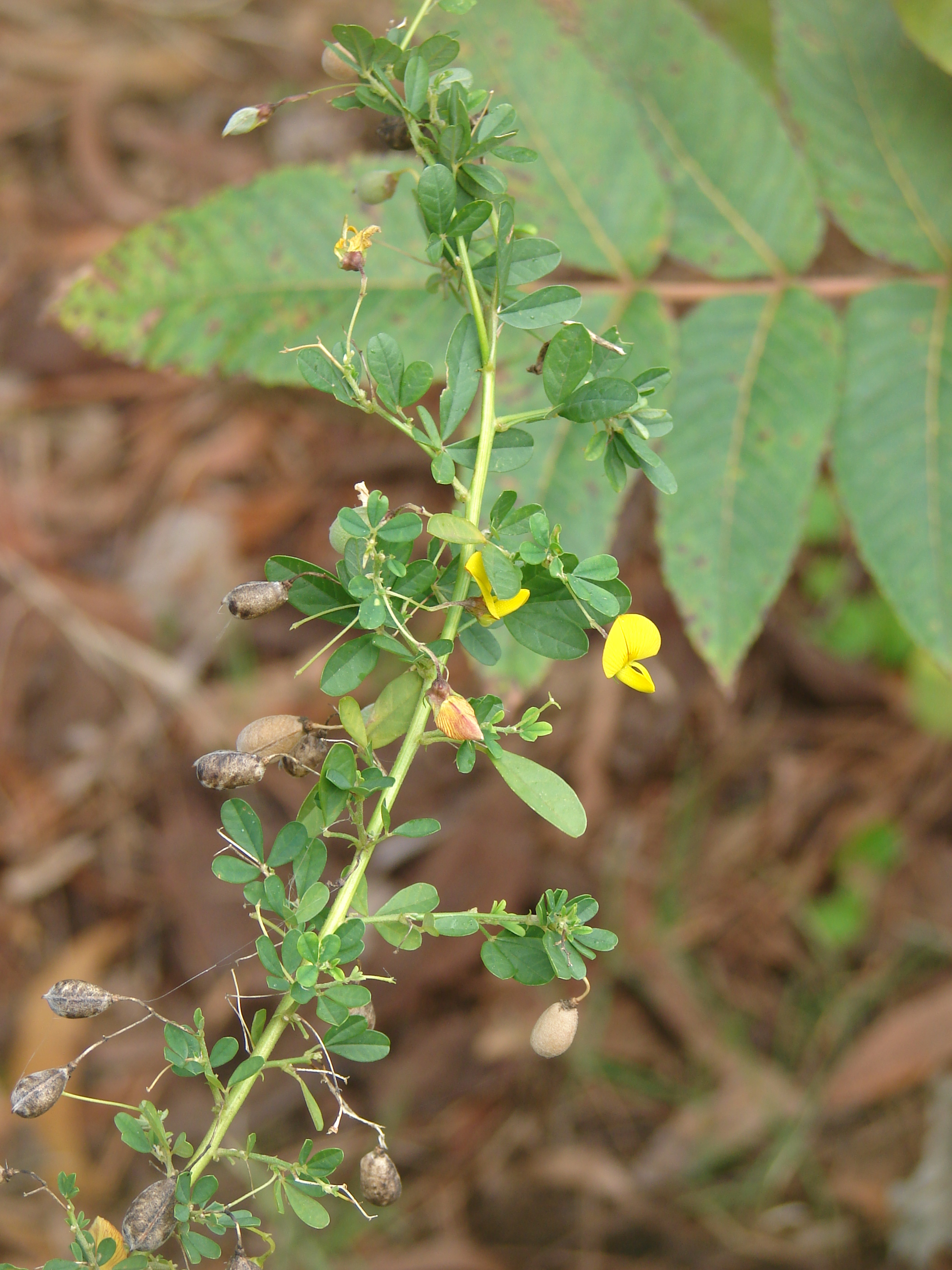
Crotalaria pumila

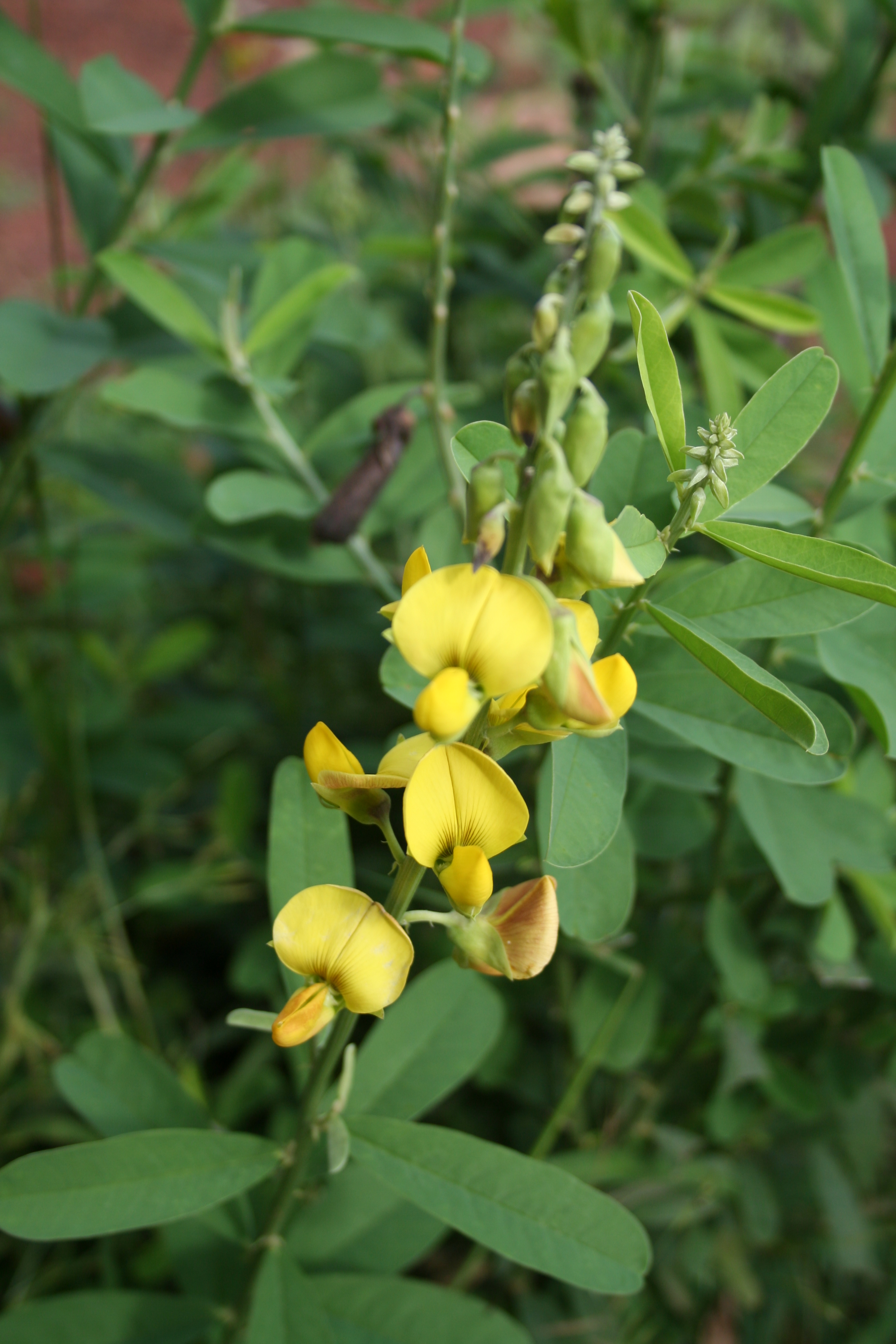
Crotalaria retusa

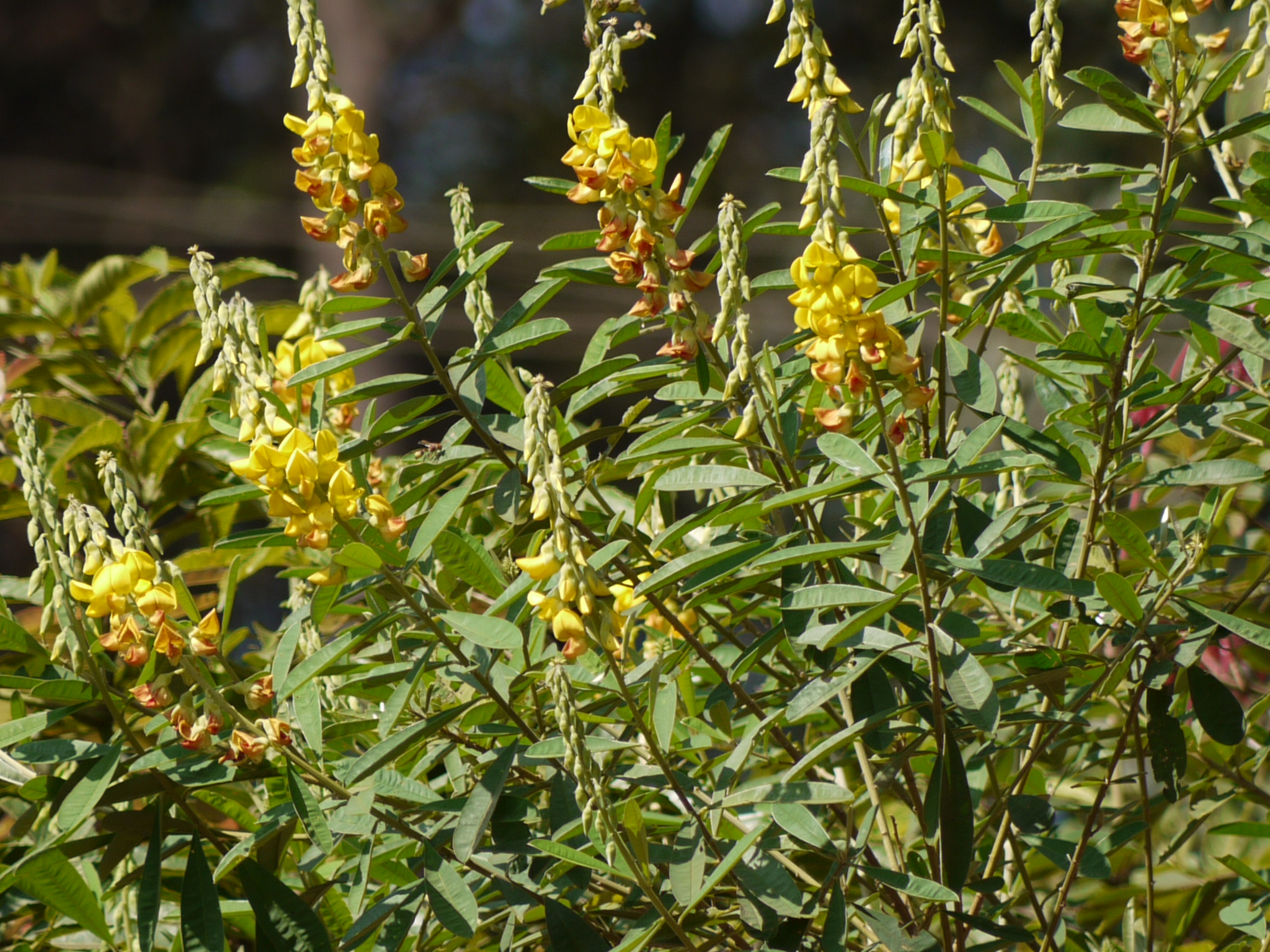
Crotalaria spectabilis

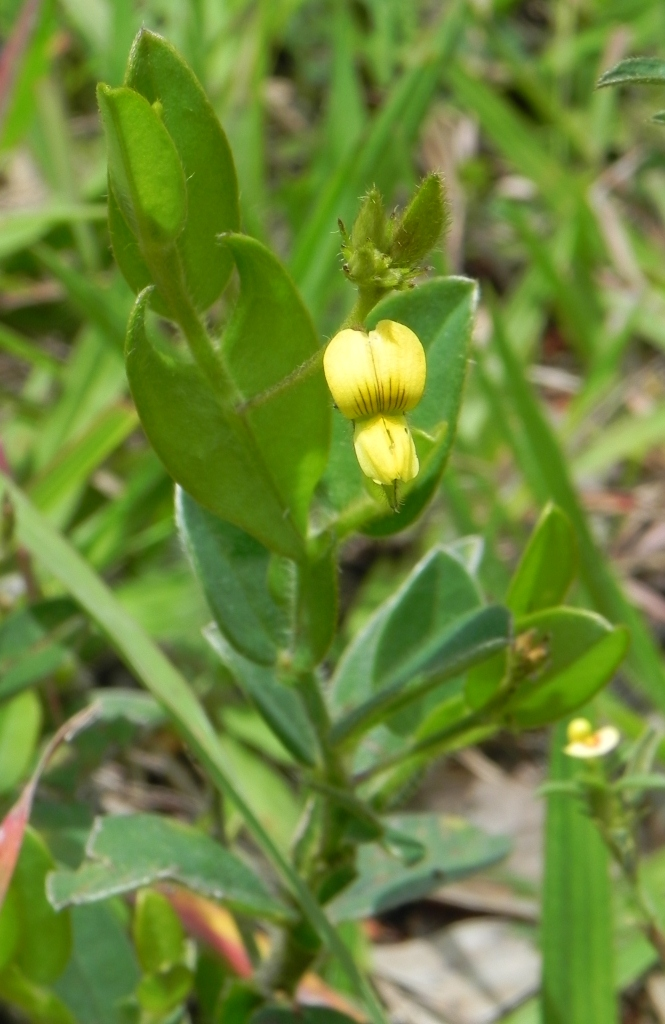
Crotalaria stipularia

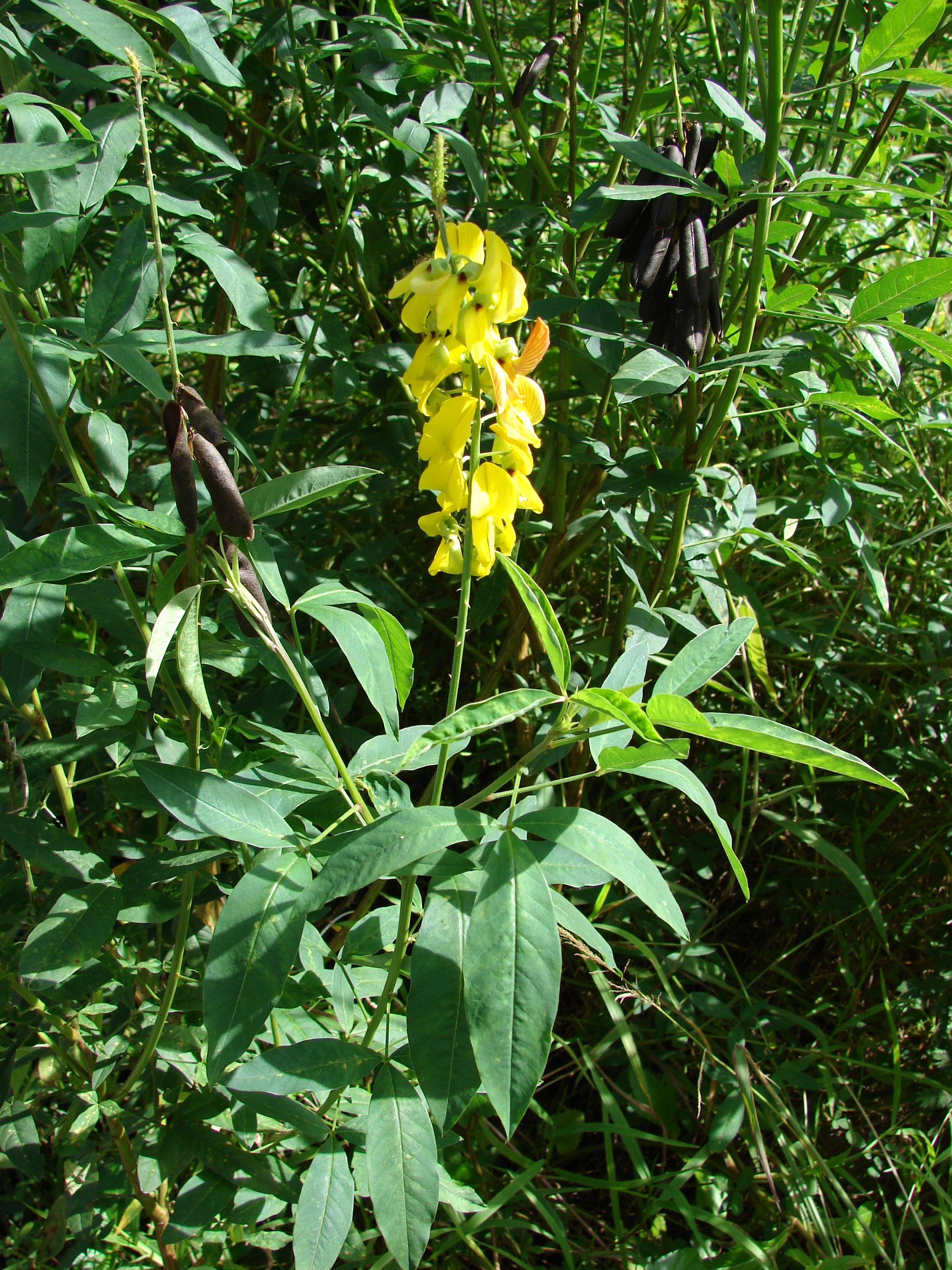
Crotalaria trichotoma

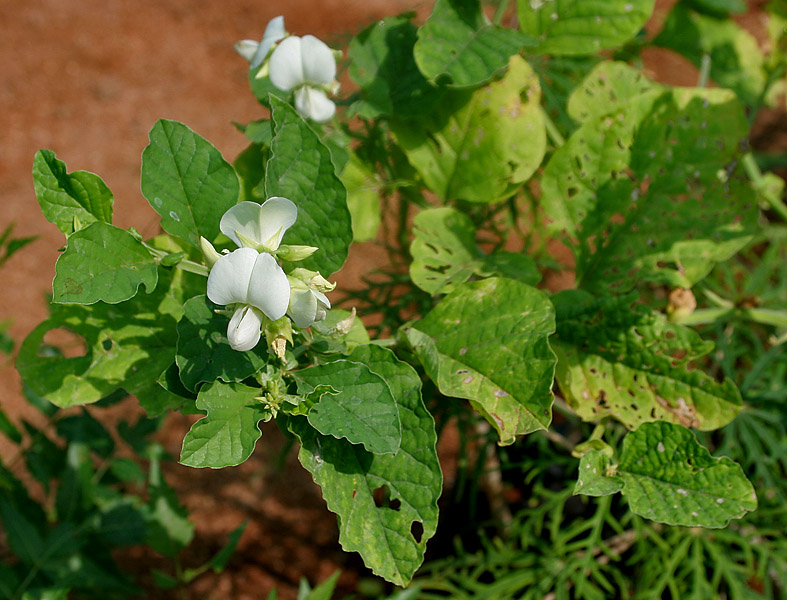
Crotalaria verrucosa

- Crotalaria abscondita Welw. ex Baker
- Crotalaria acicularis Buch.-Ham. ex Benth.
- Crotalaria aculeata De Wild.
- Crotalaria adamii R.Wilczek
- Crotalaria adamsonii Baker f.
- Crotalaria adenocarpoides Taub.
- Crotalaria adolfi Harms
- Crotalaria aegyptiaca Benth.
- Crotalaria afrocentralis Polhill
- Crotalaria agatiflora Schweinf. ex L.Höhn.
- Crotalaria aiantha Adema
- Crotalaria aidiostipulata Gilli
- Crotalaria alata Buch.-Ham. ex D.Don
- Crotalaria albicaulis Franch.
- Crotalaria albida B.Heyne ex Roth
- Crotalaria alemanniana Torre
- Crotalaria alexandri Baker f.
- Crotalaria allophylla Thulin
- Crotalaria alticola Polhill
- Crotalaria amoena Welw. ex Baker
- Crotalaria andringitrensis  R.Vig.
- Crotalaria andromedifolia R.Wilczek
- Crotalaria androyensis R.Vig.
- Crotalaria angulata Mill.
- Crotalaria angulicaulis Harms
- Crotalaria anisophylla (Hiern) Welw. ex Baker f.
- Crotalaria ankaizinensis R.Vig.
- Crotalaria ankaratrana R.Vig.
- Crotalaria annamensis P.Dy Phon
- Crotalaria anningensis X.Y.Zhu & Y.F.Du
- Crotalaria annua Milne-Redh.
- Crotalaria anomala R.Vig.
- Crotalaria anthyllopsis Welw. ex Baker
- Crotalaria antunesii Baker f.
- Crotalaria arcuata Polhill
- Crotalaria arenaria Benth.
- Crotalaria argenteotomentosa R.Wilczek
- Crotalaria argyraea Welw. ex Baker
- Crotalaria argyrolobioides Baker
- Crotalaria aridicola Domin
- Crotalaria arrecta Hemp & Polhill
- Crotalaria arushae Milne-Redh.
- Crotalaria assadii Zaeifi
- Crotalaria assamica Benth.
- Crotalaria assurgens Polhill
- Crotalaria atrorubens Hochst. ex Benth.
- Crotalaria aurea Dinter ex Baker f.
- Crotalaria avonensis DeLaney & Wunderlin
- Crotalaria awasensis Thulin
- Crotalaria axillaris Aiton
- Crotalaria axilliflora Baker f.
- Crotalaria axillifloroides Baker f. ex R.Wilczek
- Crotalaria bahiaensis Windler & S.G.Skinner
- Crotalaria bakeriana Rossberg
- Crotalaria balansae Micheli
- Crotalaria balbi Chiov.
- Crotalaria ballyi Polhill
- Crotalaria bamendae Hepper
- Crotalaria barbata Graham ex Wight & Arn.
- Crotalaria barkae Schweinf.
- Crotalaria barnabassii Dinter ex Baker f.
- Crotalaria barretoensis Windler & S.G.Skinner
- Crotalaria basipeta R.Wilczek
- Crotalaria baumii Harms
- Crotalaria becquetii Baker f. ex R.Wilczek
- Crotalaria beddomeana Thoth. & A.A.Ansari
- Crotalaria bellii Windler & S.G.Skinner
- Crotalaria bemba R.Wilczek
- Crotalaria benadirensis Chiov.
- Crotalaria benguellensis Baker f.
- Crotalaria bequaertii Baker f.
- Crotalaria bernieri Baill.
- Crotalaria berteroana DC.
- Crotalaria bhutanica Thoth.
- Crotalaria bidiei Gamble
- Crotalaria bifaria L.f.
- Crotalaria blanda Polhill
- Crotalaria boehmii Taub.
- Crotalaria bogdaniana Polhill
- Crotalaria boliviensis Windler & S.G.Skinner
- Crotalaria bondii Baker f. ex Torre
- Crotalaria bongensis Baker f.
- Crotalaria boranica Harms ex Baker f.
- Crotalaria bosseri M.Peltier
- Crotalaria boudetii Polhill
- Crotalaria boutiqueana R.Wilczek
- Crotalaria brachycarpa Benth.
- Crotalaria bracteata Roxb. ex DC.
- Crotalaria brasiliensis Windler & S.G.Skinner
- Crotalaria bredoi R.Wilczek
- Crotalaria brevicornuta Polhill
- Crotalaria brevidens Benth.
- Crotalaria breviflora DC.
- Crotalaria brevipedunculata Windler
- Crotalaria brevis Domin
- Crotalaria bupleurifolia Schltdl. & Cham.
- Crotalaria burhia Buch.-Ham. ex Benth.
- Crotalaria burkeana Benth.
- Crotalaria burttii Baker f.
- Crotalaria cabui R.Wilczek
- Crotalaria cajanifolia Kunth
- Crotalaria callensii R.Wilczek
- Crotalaria calliantha Polhill
- Crotalaria calva R.Vig.
- Crotalaria calycina Schrank
- Crotalaria cambodiensis P.Dy Phon
- Crotalaria campestris Polhill
- Crotalaria camptosepala Thulin
- Crotalaria candicans Wight & Arn.
- Crotalaria capensis Jacq. – klekotnica przylądkowa
- Crotalaria capillipes Polhill
- Crotalaria capuronii M.Peltier
- Crotalaria carrissoana Torre
- Crotalaria carsonii Baker f.
- Crotalaria carsonioides R.Wilczek
- Crotalaria caudata Welw. ex Baker
- Crotalaria cavaleriei H.Lév.
- Crotalaria cephalotes Steud. ex A.Rich.
- Crotalaria chaco-serranensis H.G.Bach & Fortunato
- Crotalaria chamaepeuce Polhill
- Crotalaria chinensis L.
- Crotalaria chirindae Baker f.
- Crotalaria chondrocarpa Polhill
- Crotalaria chrysantha Ahn & S.H.Park
- Crotalaria chrysochlora Baker f. ex Harms
- Crotalaria chrysotricha Polhill
- Crotalaria cistoides Welw. ex Baker
- Crotalaria clarkei Gamble
- Crotalaria claussenii Benth.
- Crotalaria clavata Wight & Arn.
- Crotalaria cleomifolia Welw. ex Baker
- Crotalaria cobalticola P.A.Duvign. & Plancke
- Crotalaria collina Polhill
- Crotalaria colorata Schinz
- Crotalaria comanestiana Volkens & Schweinf.
- Crotalaria comosa Baker
- Crotalaria concinna Polhill
- Crotalaria confertiflora Polhill
- Crotalaria confusa Hepper
- Crotalaria congesta Polhill
- Crotalaria congoensis Baker f.
- Crotalaria cordata Welw. ex Baker
- Crotalaria cornetii Taub. & Dewèvre
- Crotalaria cornu-ammonis R.Vig.
- Crotalaria corymbosa Torre
- Crotalaria coursii Pelt.
- Crotalaria craspedocarpa R.Vig.
- Crotalaria crebra Polhill
- Crotalaria criniramea Baker f. ex Polhill
- Crotalaria crispata F.Muell. ex Benth.
- Crotalaria cunninghamii R.Br.
- Crotalaria cupricola Leteint.
- Crotalaria cuspidata Taub.
- Crotalaria cyanea Baker
- Crotalaria cyanoxantha R.Vig.
- Crotalaria cylindrica A.Rich.
- Crotalaria cylindrocarpa DC.
- Crotalaria cylindrostachys  Welw. ex Baker
- Crotalaria cytisoides Roxb. ex DC.
- Crotalaria dalensis Torre
- Crotalaria damarensis Engl.
- Crotalaria dasyclada Polhill
- Crotalaria debilis Polhill
- Crotalaria decaryana R.Vig.
- Crotalaria decasperma Naik
- Crotalaria decora Polhill
- Crotalaria dedzana Polhill
- Crotalaria deflersii Schweinf.
- Crotalaria deightonii Hepper
- Crotalaria densicephala Welw. ex Baker
- Crotalaria depressa Polhill
- Crotalaria desaegeri R.Wilczek
- Crotalaria descampsii Micheli
- Crotalaria deserticola Taub. ex Baker f.
- Crotalaria dewildemaniana R.Wilczek
- Crotalaria digitata Hook.
- Crotalaria dilatata Polhill
- Crotalaria diminuta Polhill
- Crotalaria dinteri Schinz
- Crotalaria diosmifolia Benth.
- Crotalaria dissitiflora Benth.
- Crotalaria distans Benth.
- Crotalaria distantiflora Baker f.
- Crotalaria doidgeae I.Verd.
- Crotalaria dolichantha Polhill
- Crotalaria dolichonyx Baker f. & W.Martin
- Crotalaria doniana Baker
- Crotalaria dubia Benth.
- Crotalaria duboisii R.Wilczek
- Crotalaria dumosa Franch.
- Crotalaria dura J.M.Wood & M.S.Evans
- Crotalaria durandiana R.Wilczek
- Crotalaria duvigneaudii Timp.
- Crotalaria ebenoides (Guill. & Perr.) Walp.
- Crotalaria edmundi-bakeri R.Vig.
- Crotalaria egregia Polhill
- Crotalaria elizabethae Baker f.
- Crotalaria emarginata Bojer ex Benth.
- Crotalaria emarginella Vatke
- Crotalaria emirnensis Benth.
- Crotalaria ephemera Polhill
- Crotalaria epunctata Dalzell
- Crotalaria erecta Pilg.
- Crotalaria eremaea F.Muell.
- Crotalaria eremicola Baker f.
- Crotalaria ericoides Torre
- Crotalaria eriocarpa Benth.
- Crotalaria erythrophleba Welw. ex Baker
- Crotalaria eurycalyx Polhill
- Crotalaria evolvuloides Wight
- Crotalaria exaltata Polhill
- Crotalaria excisa (Thunb.) Baker f.
- Crotalaria exelliana R.Wilczek
- Crotalaria exilipes Polhill
- Crotalaria exilis Polhill
- Crotalaria eximia Polhill
- Crotalaria fallax Chiov.
- Crotalaria fascicularis Polhill
- Crotalaria fenarolii Torre
- Crotalaria fiherenensis R.Vig.
- Crotalaria filicaulis Welw. ex Baker
- Crotalaria filifolia Rose
- Crotalaria filiformis Wall. ex Benth.
- Crotalaria filipes Benth.
- Crotalaria flavicarinata Baker f.
- Crotalaria flavicoma Benth.
- Crotalaria florida Welw. ex Baker
- Crotalaria formosa Graham ex Wight & Arn.
- Crotalaria friesii I.Verd.
- Crotalaria fysonii Dunn
- Crotalaria gamwelliae Baker f.
- Crotalaria gazensis Baker f.
- Crotalaria germainii R.Wilczek
- Crotalaria giessii M.M.le Roux & B.-E.van Wyk
- Crotalaria gillettii Polhill
- Crotalaria glabripedicellata R.Wilczek
- Crotalaria glauca Willd.
- Crotalaria glaucifolia Baker
- Crotalaria glaucoides Baker f.
- Crotalaria globifera E.Mey.
- Crotalaria globosa Wight & Arn.
- Crotalaria gloriae Bernal
- Crotalaria gnidioides R.Wilczek
- Crotalaria goetzei Harms
- Crotalaria goiasensis Windler & S.G.Skinner
- Crotalaria goodiiformis Vatke
- Crotalaria goreensis Guill. & Perr.
- Crotalaria gracilipes O.Lachenaud
- Crotalaria grahamiana Wight & Arn.
- Crotalaria graminicola Taub. ex Baker f.
- Crotalaria grandibracteata Tanb.
- Crotalaria grandiflora Benth.
- Crotalaria grandistipulata  Harms
- Crotalaria grata Polhill
- Crotalaria greenwayi Baker f.
- Crotalaria grevei Drake
- Crotalaria griquensis Bolus
- Crotalaria griseofusca Baker f.
- Crotalaria hainanensis R.F.Huang
- Crotalaria handelii E.Peter
- Crotalaria harleyi Windler & S.G.Skinner
- Crotalaria hatschbachii Windler & S.G.Skinner
- Crotalaria haumaniana R.Wilczek
- Crotalaria hebecarpa (DC.) Rudd
- Crotalaria heidmannii Schinz
- Crotalaria hemsleyi Milne-Redh.
- Crotalaria herpetoclada Rossberg
- Crotalaria heterotricha Polhill
- Crotalaria heyneana Graham ex Wight & Arn.
- Crotalaria hilariana Benth.
- Crotalaria hirsuta Willd.
- Crotalaria hirta Willd.
- Crotalaria hoffmannii R.Wilczek
- Crotalaria holoptera Welw. ex Baker
- Crotalaria holosericea Nees & Mart.
- Crotalaria horrida Polhill
- Crotalaria hoveoides Griff.
- Crotalaria huillensis Taub.
- Crotalaria humbertiana M.Peltier
- Crotalaria humbertii R.Vig.
- Crotalaria humifusa Graham ex Benth.
- Crotalaria humilis Eckl. & Zeyh.
- Crotalaria hypargyrea Chiov.
- Crotalaria hyssopifolia Klotzsch
- Crotalaria ibityensis R.Vig. & Humbert
- Crotalaria impressa Nees ex Walp.
- Crotalaria incana L.
- Crotalaria incompta N.E.Br.
- Crotalaria incrassifolia Polhill
- Crotalaria inequalis A.E.Holland
- Crotalaria inflexa Polhill
- Crotalaria inopinata (Harms) Polhill
- Crotalaria inoptera Polhill
- Crotalaria insignis Polhill
- Crotalaria intonsa Polhill
- Crotalaria intricata Thulin
- Crotalaria involutifolia Polhill
- Crotalaria inyangensis Polhill
- Crotalaria iringana Harms
- Crotalaria irwinii Windler & S.G.Skinner
- Crotalaria isaloensis R.Vig.
- Crotalaria ivantulensis Welw. ex Baker
- Crotalaria jacksonii Baker f.
- Crotalaria jerokoensis Baker f.
- Crotalaria jianfengensis C.Y.Yang
- Crotalaria jijigensis Thulin
- Crotalaria johannis Torre
- Crotalaria johnstonii Baker
- Crotalaria jubae Polhill
- Crotalaria juncea L. – klekotnica sitowata
- Crotalaria jurioniana R.Wilczek
- Crotalaria kambanguensis R.Wilczek
- Crotalaria kambolensis Baker f.
- Crotalaria kanaii H.Ohashi
- Crotalaria kandoensis Baker f.
- Crotalaria kapiriensis De Wild.
- Crotalaria karagwensis Taub.
- Crotalaria kassneri Baker f.
- Crotalaria kelaensis Baker f.
- Crotalaria keniensis Baker f.
- Crotalaria kerkvoordei R.Wilczek
- Crotalaria kibaraensis R.Wilczek
- Crotalaria kipandensis Baker f.
- Crotalaria kipilaensis R.Wilczek
- Crotalaria kirkii Baker
- Crotalaria kolbergii M.M.le Roux & B.-E.van Wyk
- Crotalaria kostermansii Niyomdham
- Crotalaria kuiririensis Baker f.
- Crotalaria kundelunguensis  Baker f.
- Crotalaria kurtii Schinz
- Crotalaria kurzii Baker ex Kurz
- Crotalaria kwengeensis R.Wilczek
- Crotalaria laburnifolia L.
- Crotalaria laburnoides Klotzsch
- Crotalaria lachnocarpoides  Engl.
- Crotalaria lachnophora A.Rich.
- Crotalaria lachnosema Stapf
- Crotalaria laeta Mart. ex Benth.
- Crotalaria laevigata Lam.
- Crotalaria lanceolata E.Mey.
- Crotalaria lancifoliolata Torre
- Crotalaria larsenii Niyomdham
- Crotalaria lasiocarpa Polhill
- Crotalaria lathyroides Guill. & Perr.
- Crotalaria lawalreeana R.Wilczek
- Crotalaria laxiflora Baker
- Crotalaria leandriana M.Peltier
- Crotalaria lebeckioides Bond
- Crotalaria lebrunii Baker f.
- Crotalaria ledermannii Baker f.
- Crotalaria lejoloba Bartl.
- Crotalaria leonardiana Timp.
- Crotalaria lepidissima Baker f.
- Crotalaria leprieurii Guill. & Perr.
- Crotalaria leptocarpa Balf.f.
- Crotalaria leptoclada Harms
- Crotalaria leptostachya Benth.
- Crotalaria leubnitziana Schinz
- Crotalaria leucoclada Baker
- Crotalaria limosa Polhill
- Crotalaria linearifoliolata Chiov.
- Crotalaria linifolia L.f.
- Crotalaria lisowskii Polhill
- Crotalaria loandae Baker f.
- Crotalaria longiclavata Polhill
- Crotalaria longidens Burtt Davy ex I.Verd.
- Crotalaria longipes Wight & Arn.
- Crotalaria longirostrata Hook. & Arn.
- Crotalaria longithyrsa Baker f.
- Crotalaria lotifolia L.
- Crotalaria lotiformis Milne-Redh.
- Crotalaria lotoides Benth.
- Crotalaria lukafuensis De Wild.
- Crotalaria lukomae Baker f.
- Crotalaria lukwangulensis Harms
- Crotalaria lundensis Torre
- Crotalaria lunulata B.Heyne ex Wight & Arn.
- Crotalaria luondeensis R.Wilczek
- Crotalaria lusamboensis R.Wilczek
- Crotalaria lusingaensis R.Wilczek
- Crotalaria lutescens Dalzell
- Crotalaria luxenii Baker f.
- Crotalaria luzoniensis Adema
- Crotalaria macrantha Polhill
- Crotalaria macrocalyx Benth.
- Crotalaria macrocarpa E.Mey.
- Crotalaria madurensis Wight & Arn.
- Crotalaria magaliesbergensis A.S.Flores & Sch.Rodr.
- Crotalaria mahafalensis R.Vig.
- Crotalaria mairei H.Lév.
- Crotalaria malaissei Polhill
- Crotalaria malindiensis Polhill
- Crotalaria mandrarensis R.Vig.
- Crotalaria manganifera Polhill
- Crotalaria manongarivensis R.Vig.
- Crotalaria martiana Benth.
- Crotalaria massaiensis Taub.
- Crotalaria mauensis Baker f.
- Crotalaria maypurensis Kunth
- Crotalaria medicaginea Lam.
- Crotalaria meeboldii Dunn
- Crotalaria meghalayensis Danda & A.K.Pandey
- Crotalaria melanocalyx Polhill
- Crotalaria melanocarpa Wall. ex Benth.
- Crotalaria mendesii Torre
- Crotalaria mendoncae Torre
- Crotalaria mentiens Polhill
- Crotalaria mesopontica Taub.
- Crotalaria mexicana Windler
- Crotalaria meyeriana Steud.
- Crotalaria micans Link
- Crotalaria micheliana R.Wilczek
- Crotalaria micrantha Link
- Crotalaria microcarpa Hochst. ex Benth.
- Crotalaria microphylla Vahl
- Crotalaria microthamnus Robyns ex R.Wilczek
- Crotalaria mildbraedii Baker f.
- Crotalaria milneana R.Wilczek
- Crotalaria minutissima Baker f.
- Crotalaria miottoae A.S.Flores & A.M.G.Azevedo
- Crotalaria miranda Milne-Redh.
- Crotalaria misella Polhill
- Crotalaria mitchellii Benth.
- Crotalaria mocubensis Polhill
- Crotalaria modesta Polhill
- Crotalaria mollicula Kunth
- Crotalaria mollii Polhill
- Crotalaria monophylla Germish.
- Crotalaria montana B.Heyne ex Roth
- Crotalaria monteiroi Trubert ex Baker f.
- Crotalaria mortonii Hepper
- Crotalaria morumbensis Baker f.
- Crotalaria mudugensis Thulin
- Crotalaria muenzneri Baker f.
- Crotalaria multibracteata S.A.Rather & A.K.Pandey
- Crotalaria multiflora Benth.
- Crotalaria mwangulangoi Gereau & Bodine
- Crotalaria mysorensis Roth
- Crotalaria naikiana Zate
- Crotalaria namuliensis Polhill & T.Harris
- Crotalaria nana Burm.f.
- Crotalaria naragutensis Hutch.
- Crotalaria natalensis Baker f.
- Crotalaria natalitia Meisn.
- Crotalaria nayaritensis Windler
- Crotalaria nematophylla Baker f.
- Crotalaria neriifolia Wall. ex Benth.
- Crotalaria newtoniana Torre
- Crotalaria nigricans Baker
- Crotalaria nitens Kunth
- Crotalaria nitidula Mart. ex Schrank
- Crotalaria notonii Wight & Arn.
- Crotalaria novae-hollandiae DC.
- Crotalaria nuda Polhill
- Crotalaria nudiflora Polhill
- Crotalaria nyikensis Baker
- Crotalaria obscura DC.
- Crotalaria obtecta Graham ex Wight & Arn.
- Crotalaria occidentalis Hepper
- Crotalaria occulta Graham ex Benth.
- Crotalaria ochroleuca G.Don
- Crotalaria oligosperma Polhill
- Crotalaria oligostachya Baker
- Crotalaria onobrychis A.Rich.
- Crotalaria ononoides Benth.
- Crotalaria onusta Polhill
- Crotalaria oocarpa Baker
- Crotalaria orientalis Burtt Davy ex I.Verd.
- Crotalaria orixensis Rottler ex Willd.
- Crotalaria orthoclada Welw. ex Baker
- Crotalaria otoptera Benth.
- Crotalaria ovata Polhill
- Crotalaria oxyphylla Harms
- Crotalaria oxyphylloides R.Wilczek
- Crotalaria pallida Aiton
- Crotalaria pallidicaulis Harms
- Crotalaria paniculata Willd.
- Crotalaria paracistoides Torre
- Crotalaria paraspartea Polhill
- Crotalaria parvula Welw. ex Baker
- Crotalaria passerinoides Taub.
- Crotalaria patula Polhill
- Crotalaria paulina Schrank
- Crotalaria pearsonii Baker f.
- Crotalaria peduncularis Graham ex Wight & Arn.
- Crotalaria pellita Bertero ex DC.
- Crotalaria peltieri Polhill
- Crotalaria pentaphylla Baker f.
- Crotalaria perbracteolata Polhill
- Crotalaria peregrina Polhill
- Crotalaria perlaxa Polhill
- Crotalaria perpusilla Collett & Hemsl.
- Crotalaria perrieri R.Vig.
- Crotalaria perrottetii DC.
- Crotalaria persica (Burm.f.) Merr.
- Crotalaria pervillei Baill.
- Crotalaria peschiana J.Duvign. & Timp.
- Crotalaria petiolata Vogel ex Walp.
- Crotalaria petitiana (A.Rich.) Walp.
- Crotalaria phillipsiae Baker
- Crotalaria phylicoides Wild
- Crotalaria phylloloba Harms
- Crotalaria phyllostachya Gagnep.
- Crotalaria phyllostachys Baker
- Crotalaria pilosa Mill.
- Crotalaria pilosiflora Baker
- Crotalaria pisicarpa Welw. ex Baker
- Crotalaria pittardiana Torre
- Crotalaria platysepala Harv.
- Crotalaria pleiophylla Polhill
- Crotalaria plowdenii Baker
- Crotalaria podocarpa DC.
- Crotalaria poecilantha Polhill
- Crotalaria poissonii R.Vig.
- Crotalaria polhillii Thulin
- Crotalaria poliochlora Harms
- Crotalaria polyantha Taub.
- Crotalaria polychroma Polhill
- Crotalaria polygaloides Welw. ex Baker
- Crotalaria polyphylla L.Riley
- Crotalaria polysperma Kotschy
- Crotalaria polytricha Polhill
- Crotalaria praetexta Polhill
- Crotalaria preladoi Baker f.
- Crotalaria priestleyoides Benth.
- Crotalaria prittwitzii Baker f.
- Crotalaria prolongata Baker
- Crotalaria prostrata Rottler ex Willd.
- Crotalaria protensa Welw. ex Baker
- Crotalaria psammophila Harms
- Crotalaria pseudoalexanderi R.Wilczek
- Crotalaria pseudodiloloensis R.Wilczek
- Crotalaria pseudoquangensis Torre
- Crotalaria pseudoseretii R.Wilczek
- Crotalaria pseudospartium Baker f.
- Crotalaria pseudotenuirama Torre
- Crotalaria pseudovirgultalis  Torre
- Crotalaria pterocalyx Harms
- Crotalaria pteropoda Balf.f.
- Crotalaria pterospartioides Torre
- Crotalaria pudica Polhill
- Crotalaria pulchra Andrews
- Crotalaria pumila Ortega
- Crotalaria purdieana Senn
- Crotalaria purshii DC.
- Crotalaria pycnostachya Benth.
- Crotalaria pygmaea Polhill
- Crotalaria quangensis Taub.
- Crotalaria quarrei Baker f.
- Crotalaria quartiniana A.Rich.
- Crotalaria quercetorum Brandegee
- Crotalaria quinquefolia L.
- Crotalaria reclinata Polhill
- Crotalaria recta Steud. ex A.Rich.
- Crotalaria recumbens Polhill
- Crotalaria renieriana R.Wilczek
- Crotalaria reptans Taub.
- Crotalaria retusa L.
- Crotalaria rhizoclada Polhill
- Crotalaria rhodesiae Baker f.
- Crotalaria rhynchocarpa Polhill
- Crotalaria rhynchotropioides Baker f.
- Crotalaria rigida B.Heyne ex Roth
- Crotalaria ringoetii Baker f.
- Crotalaria riparia Polhill
- Crotalaria rogersii Baker f.
- Crotalaria rosenii (Pax) Milne-Redh. ex Polhill
- Crotalaria rotundifolia J.F.Gmel.
- Crotalaria rubiginosa Willd.
- Crotalaria rufipila Benth.
- Crotalaria rufocaulis Gilli
- Crotalaria rupicola Baker f.
- Crotalaria ruspoliana Chiov.
- Crotalaria rzedowskii J.Espinosa
- Crotalaria sacculata Chiov.
- Crotalaria sagittalis L.
- Crotalaria saharae Coss.
- Crotalaria salicifolia B.Heyne ex Wight & Arn.
- Crotalaria saltiana Andrews
- Crotalaria sandoorensis Bedd. ex Gamble
- Crotalaria sapinii De Wild.
- Crotalaria scabra Gamble
- Crotalaria scabrella Wight & Arn.
- Crotalaria scassellatii Chiov.
- Crotalaria schiedeana Steud.
- Crotalaria schinzii Baker f.
- Crotalaria schlechteri Baker f.
- Crotalaria schliebenii Polhill
- Crotalaria schmitzii R.Wilczek
- Crotalaria schweinfurthii Deflers
- Crotalaria seemeniana Harms
- Crotalaria semperflorens Vent.
- Crotalaria senegalensis (Pers.) Bacle ex DC.
- Crotalaria sengensis Baker f.
- Crotalaria serengetiana Polhill
- Crotalaria sericifolia Harms
- Crotalaria serpentinicola Leteint. & Polhill
- Crotalaria sertulifera Taub.
- Crotalaria sessiliflora L.
- Crotalaria sessilis De Wild.
- Crotalaria shanica Lace
- Crotalaria shirensis (Baker f.) Milne-Redh.
- Crotalaria shuklae A.P.Tiwari & A.A.Ansari
- Crotalaria similis Hemsl.
- Crotalaria simoma Polhill
- Crotalaria simulans Milne-Redh.
- Crotalaria singulifloroides R.Wilczek
- Crotalaria smithiana A.T.Lee
- Crotalaria socotrana (Balf.f.) Thulin
- Crotalaria somalensis Chiov.
- Crotalaria sonorensis Standl.
- Crotalaria sparsifolia Baker
- Crotalaria spartea R.Br. ex Baker
- Crotalaria spartioides DC.
- Crotalaria spathulatofoliolata Torre
- Crotalaria speciosa B.Heyne ex Roth
- Crotalaria spectabilis Roth
- Crotalaria sphaerocarpa Perr. ex DC.
- Crotalaria spinosa Hochst. ex Benth.
- Crotalaria squamigera Deflers
- Crotalaria staneriana Baker f.
- Crotalaria stenopoda Baker f.
- Crotalaria stenoptera Welw. ex Baker
- Crotalaria stenorhampha Harms
- Crotalaria stenothyrsa Taub.
- Crotalaria steudneri Schweinf.
- Crotalaria stipularia Desv.
- Crotalaria stocksii Benth. ex Baker
- Crotalaria stolzii (Baker f.) Milne-Redh. ex Polhill
- Crotalaria streptorrhyncha Milne-Redh.
- Crotalaria strigulosa Balf.f.
- Crotalaria stuhlmannii Taub.
- Crotalaria subcaespitosa Polhill
- Crotalaria subcalvata Polhill
- Crotalaria subcapitata De Wild.
- Crotalaria subdecurrens Mart. ex Benth.
- Crotalaria subsessilis Harms
- Crotalaria subspicata Polhill
- Crotalaria subtilis Polhill
- Crotalaria suffruticosa S.Subraman. & A.K.Pandey
- Crotalaria sulphizii Thoth. & A.A.Ansari
- Crotalaria sylvicola Baker f.
- Crotalaria szaferiana R.Wilczek
- Crotalaria tabularis Baker f.
- Crotalaria tamboensis R.Wilczek
- Crotalaria tanety Du Puy, Labat & H.Ireland
- Crotalaria tchibangensis Maesen
- Crotalaria teixeirae Torre
- Crotalaria tenuipedicellat a Baker f.
- Crotalaria tenuirama Welw. ex Baker
- Crotalaria tenuirostrata Polhill
- Crotalaria teretifolia Milne-Redh.
- Crotalaria tetragona Roxb. ex Andrews
- Crotalaria tetraptera Torre
- Crotalaria thaumasiophylla  Harms
- Crotalaria thebaica (Delile) DC.
- Crotalaria thomasii Harms
- Crotalaria tiantaiensis Yan C.Jiang, X.Y.Zhu, Y.F.Du & H.Ohashi
- Crotalaria toamasinae M.Peltier
- Crotalaria topouensis Debb.
- Crotalaria torrei Polhill
- Crotalaria trichotoma Bojer
- Crotalaria trifoliastrum Willd.
- Crotalaria trifoliolata Baker f.
- Crotalaria trinervia Polhill
- Crotalaria triquetra Dalzell
- Crotalaria tristis Polhill
- Crotalaria tsavoana Polhill
- Crotalaria tweedieana Benth.
- Crotalaria ubonensis P.Dy Phon
- Crotalaria uguenensis Taub.
- Crotalaria ukambensis Vatke
- Crotalaria ukingensis Harms
- Crotalaria ulbrichiana Harms
- Crotalaria uliginosa R.F.Huang
- Crotalaria umbellata Wight & Arn.
- Crotalaria umbellifera R.E.Fr.
- Crotalaria uncinata Welw. ex Baker
- Crotalaria uncinella Lam.
- Crotalaria unicaulis Bullock
- Crotalaria unifoliolata Benth.
- Crotalaria urbaniana Taub.
- Crotalaria vagans Polhill
- Crotalaria valetonii Backer
- Crotalaria valida Baker
- Crotalaria vallicola Baker f.
- Crotalaria vandenbrandii R.Wilczek
- Crotalaria vanderystii R.Wilczek
- Crotalaria vanmeelii R.Wilczek
- Crotalaria varians Craib
- Crotalaria varicosa Polhill
- Crotalaria variifolia Polhill
- Crotalaria vasculosa Wall. ex Benth.
- Crotalaria vatkeana Engl.
- Crotalaria velutina Benth.
- Crotalaria verdcourtii Polhill
- Crotalaria verrucosa L.
- Crotalaria vespertilio Benth.
- Crotalaria vestita Baker
- Crotalaria vialattei Batt.
- Crotalaria vialis Milne-Redh.
- Crotalaria virgulata Klotzsch
- Crotalaria virgultalis Burch. ex DC.
- Crotalaria vitellina Ker Gawl.
- Crotalaria walkeri Arn.
- Crotalaria warfae Thulin
- Crotalaria welwitschii Baker
- Crotalaria wightiana Graham ex Wight & Arn.
- Crotalaria wilczekiana Timp.
- Crotalaria willdenowiana DC.
- Crotalaria xanthoclada Bojer ex Benth.
- Crotalaria yaihsienensis T.C.Chen
- Crotalaria youngii Baker f.
- Crotalaria yunnanensis Franch.